# Затишанська селищна територіальна громада
Затишанська селищна територіальна громада — територіальна громада в Роздільнянському районі Одеської області України. Утворена 8 вересня 2015 року в рамках адміністративно-територіальної реформи. Населення громади становить 6578 осіб, адміністративний центр — с-ще Затишшя. До складу входить 1 селище та 15 сіл.
Перші вибори відбулися 11 грудня 2016 року.

## Історія формування громади

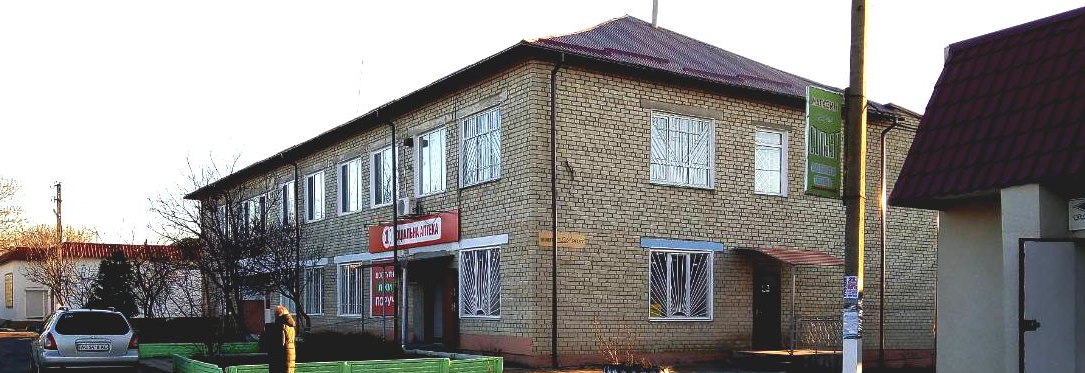
Адмінбудівля селищної ради

Громада утворена у вересні 2015 року відповідно до Закону України «Про добровільне об'єднання територіальних громад» шляхом об'єднання Затишанської селищної та Торосівської (Ленінської) сільської рад колишнього Захарівського району. У складі було 1 смт та 12 сіл.
У період з вересня 2015 року до 17 липня 2020 року підпорядковувалась Захарівському району, після ліквідації Захарівського району була перепорядкована новоствореному Роздільнянському району.
17 липня 2020 року до складу громади увійшла територія Перехрестівської сільської ради, якій були підпорядковані 3 села. Центром Перехрестівської сілької ради було найбільше село колишнього Захарівського району — Перехрестове.

## Населення

### Динаміка
2016 — 5245 осіб
2020 — 6578 осіб

## Інфраструктура

### Транспорт

#### Залізниця
Територією громади пролягає 36 кілометрів залізниці Одеса — Київ, на дільниці Роздільна I — Подільськ Одеської залізниці.
У межах громади розташовані 2 станції: Затишшя та Перехрестове і 2 зупинкових пункти: Перемога та Торосове.
В південному напрямку до території громади впритул прилягає станція Іванівка. Розташована біля неї приватна забудова є двома селами з однаковою назвою. Північна третина є селом Іванівка Затишанської селищної громади, а решта селом Іванівка Новоборисівської сільської громади.
Залізницею щодня курсує 10 електропоїздів (5 пар).

#### Автошляхи
В громаді та поблизу неї немає доріг з великим трафіком. Громадою проходить територіальна автомобільна дорога державного значення Т 1614, що поєднує Затишшя з Загір'ям. Ця ж дорога з'єднує Затишанську громаду з Захарівською громадою на заході та з Чогодарівською, Цебриківською, Ширяївською, Старомаяківською громадами та автошляхом E95 на сході.
В Затишші беруть початок 5 доріг місцевого значення: С162508 (Затишшя — Андрусове — Весела Балка — Дружелюбівка — Торосове), С162514 (Затишшя — Скинешори), С162518 (Затишшя — Гедеримове Перше), С162525 (Затишшя — Нова Григорівка) та С162605 (Затишшя — Копійкове — Малігонове).
Загір'я поєднане з Краснополем дорогою С162519, що на середній ділянці проходить територією Захарівської громади.
В Перехрестовому бере початок дорога С162502, що з'єднує його з Перехрестовим Першим та проходить дорога С162501, що поєднує села Бірносове, Жигайлове, Мала Топорівка, Новозаріцьке, Онилове, Щасливе та Федосіївка  з іншими населеними пунктами Захарівської громади, до складу якої вони входять. Території є де-факто анклавними, щодо Захарівської громади, через відокремлення від основної території 6-ма кілометрами магістральної залізниці без переїзду. В той ж час населені пункти Перехрестівської сільради не поєднані з Затишшям дорогами з твердим покриттям, що проходили б у межах громади. До Затишшя можна дістатись залізницею через станцію Перехрестове, автошляхами Захарівської громади (С162501, О162544 та Т 1614), або ж однією з доріг без покриття.

#### Залізничні переїзди

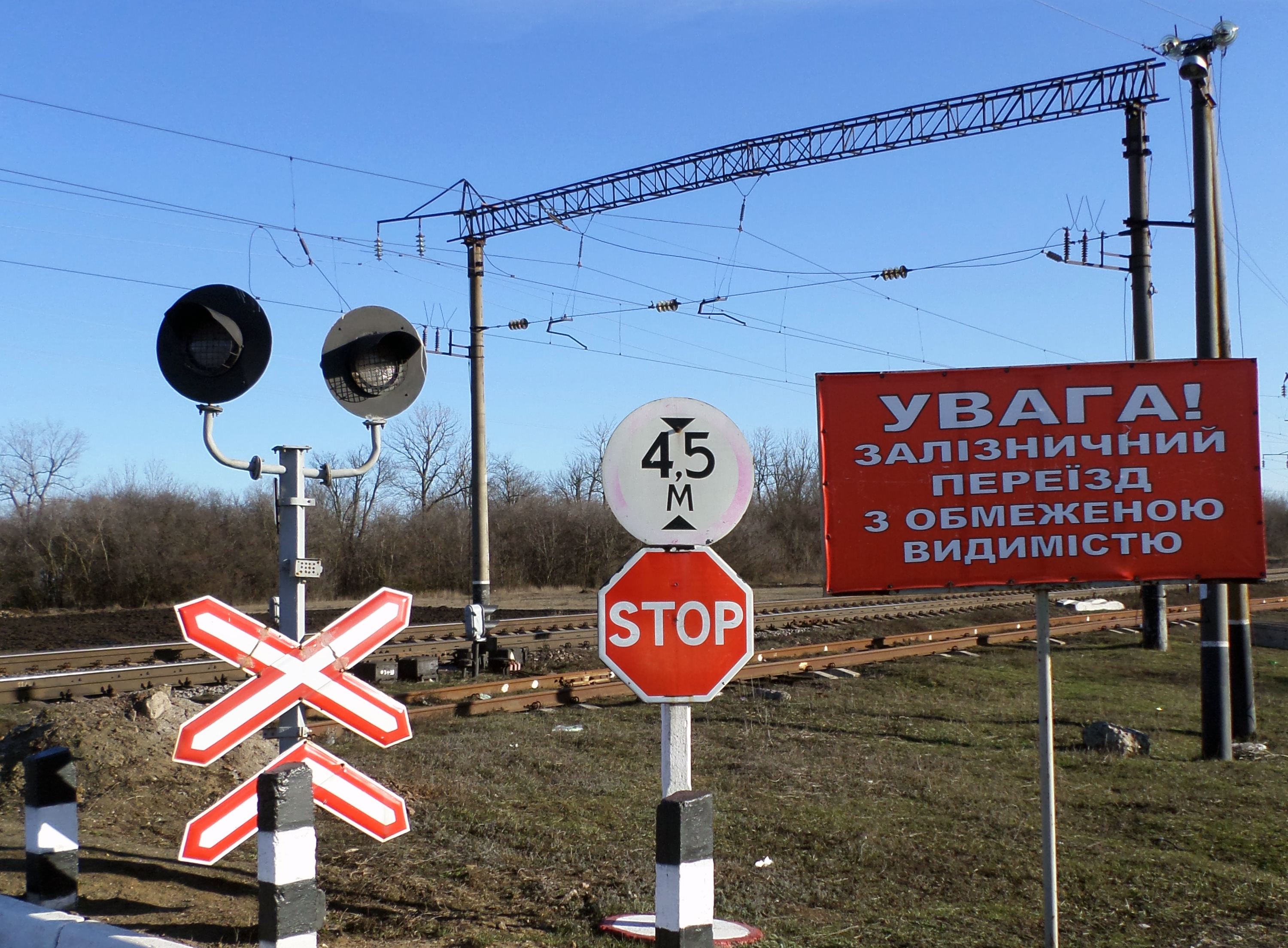
Переїзд в Затишші

В межах діє 3 переїзди через залізницю Одеса-Київ — в Затишші, Перехрестовому та біля Торосового. А також кілька переїздів через під'їзні колії.
Між платформою Торосове та станцією Іванівка розташований тунель крізь насип, що поєднує польові дороги. Має висоту, що дозволяє проїхати лише легковою автівкою.

#### Магістральні трубопроводи
Громадою проходить магістральний газопровід Ананьїв-Тираспіль-Ізмаїл. Поруч проходить нафтопровід Одеса-Броди.

#### Аеродром
Між Загір'ям та Захарівкою, за межами громади, розташований занедбаний аеродром «Фрунзівка». В радянські часи забезпечував пасажирське та санітарне сполучення з Одесою. Довжина злітно-посадкової смуги — 650 метрів.[джерело?]

### Енергетика

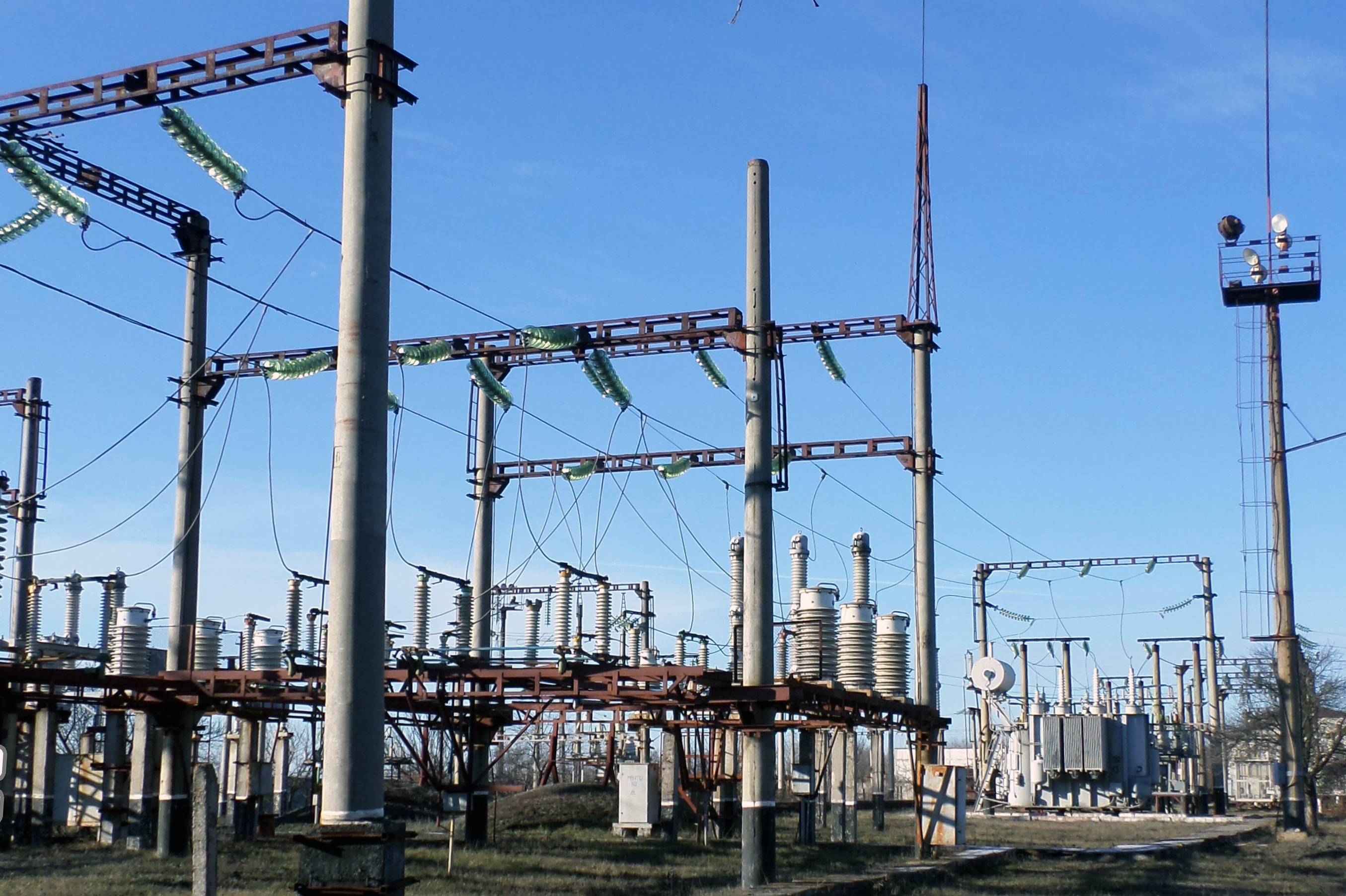
ТПС 110/35/27,5 кВ «Затишшя»

В Затишші розташовані: тягова підстанція ТПС 110/35/27,5 кВ «Затишшя» та 30/15/10 кВ мережі Захарівського РЕМ-у.[джерело?]
В законсервованому стані з кінця 1990-х років перебуває чимала нафтобаза. Станом на 2019 рік, перебуває у власності АТ КБ Приватбанк.[джерело?]
Функціонує паливний склад, що приймає вугілля з вагонів та реалізує населенню.
З 2004-го року Затишшя газифіковане.[джерело?]

### Комунальний сектор

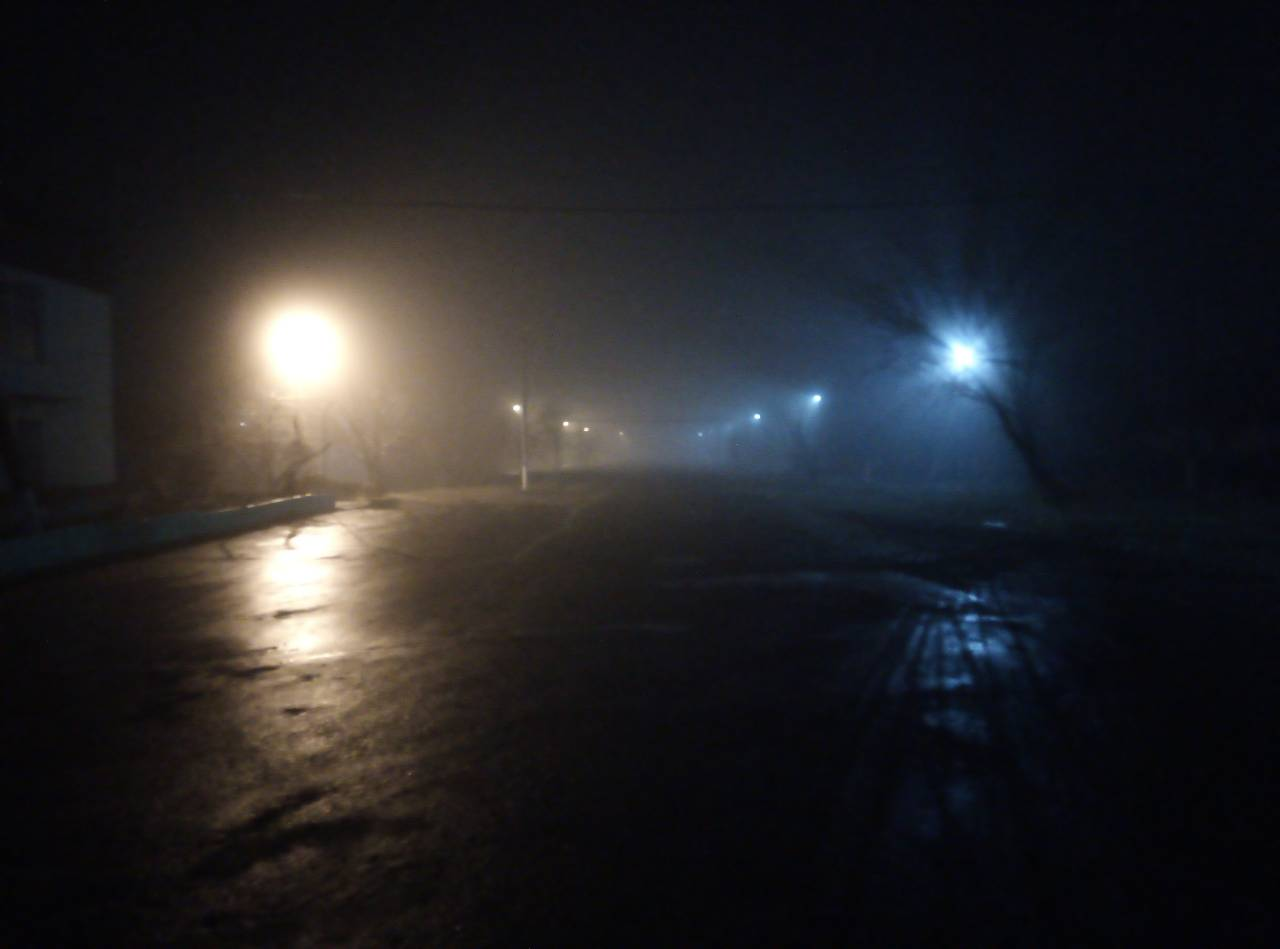
Вулиця Центральна вночі

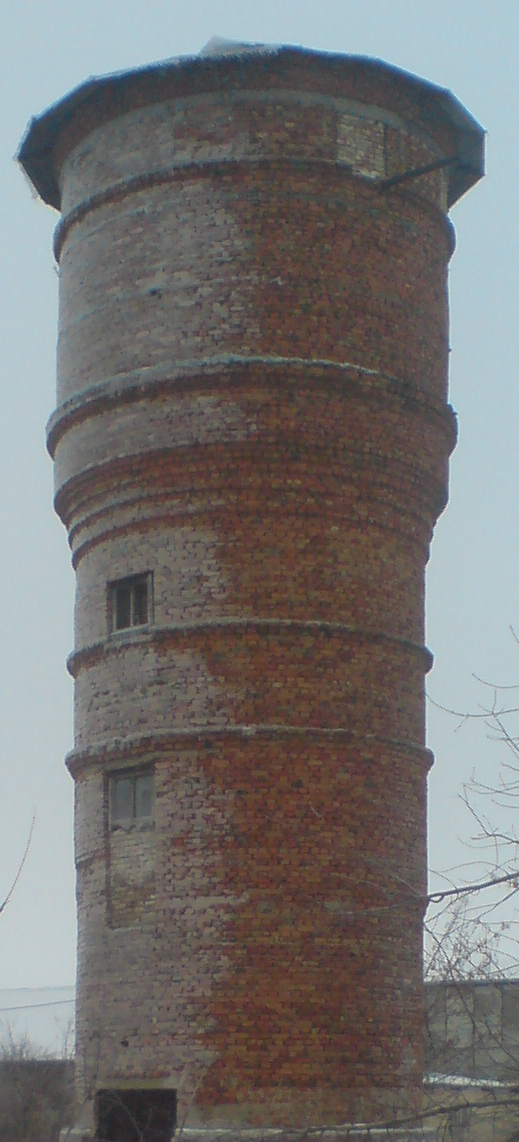
Водонапірна вежа на «Турецькому» млині

У Затишші діє комунальне підприємство «Господар», розташоване на вулиці Шевченка.[джерело?] Більшість сіл має централізоване водопостачання з артезіанських свердловин облаштованих водонапірними вежами. В Затишші є лінії централізованої каналізації. Організовано централізований вивіз сміття. Діють лінії вуличного освітлення.[джерело?]

### Освіта

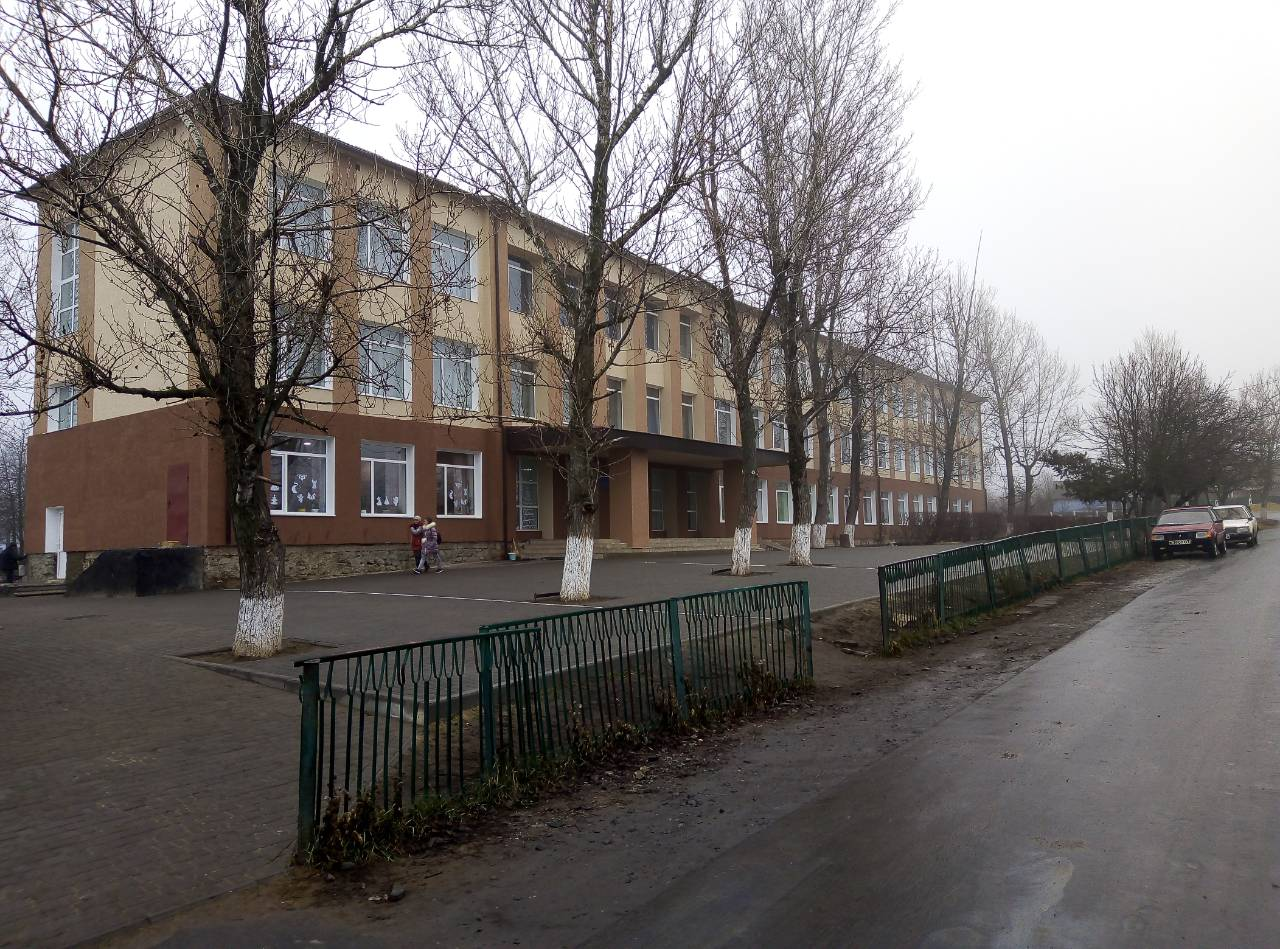
Школа II—III ступенів

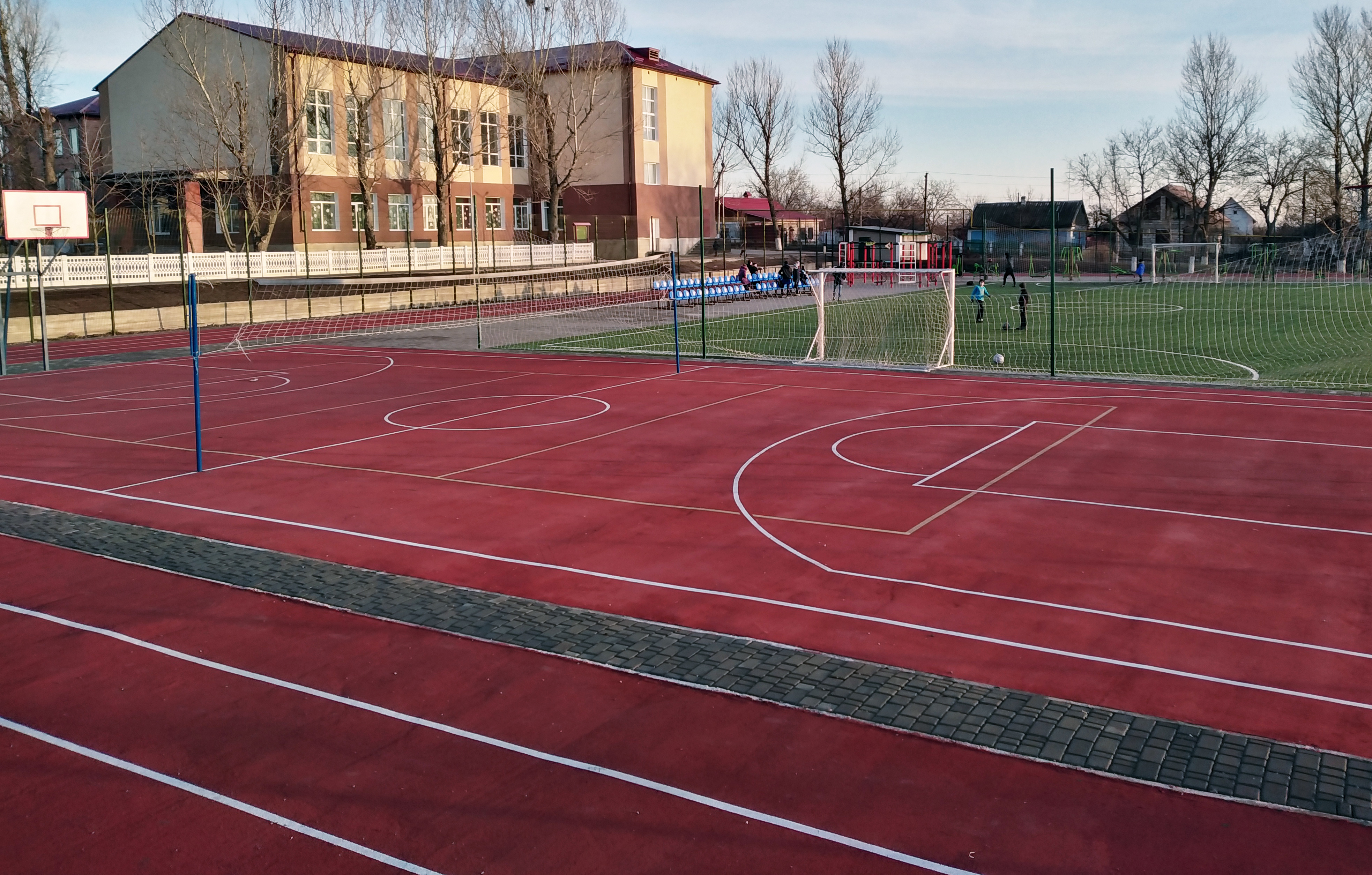
Стадіон Затишанського НВК

Працює 2 навчально-виховних комплекси — в Затишші та Торосовому. Затишанський НВК складається з школи II—III ступенів, школи I ступеня, 2 класи якої розташовано окремо, в дитячому притулку та дитячого садка. Торосівський — з школи та дитячого садка.[джерело?]
Учнів Затишанського НВК обслуговують шкільні автобуси, що курсують з\до сіл: Загір'я, Дружелюбівка (через Веселу Балку та Андрусове), Скинешори та Копійкове (за межами громади), а також Затишшям.
Діяльність шкіл контролює Відділ освіти громади, розташований в її адмінбудівлі.[джерело?]

### Медицина
В громаді діє Затишанська амбулаторна лікарня, перенесена до нової капітально-відремонтованої споруди у 2019 році. Працює стоматологічний кабінет з сучасним обладнанням, кабінети сімейного та дитячого лікарів.[джерело?]

### Культура

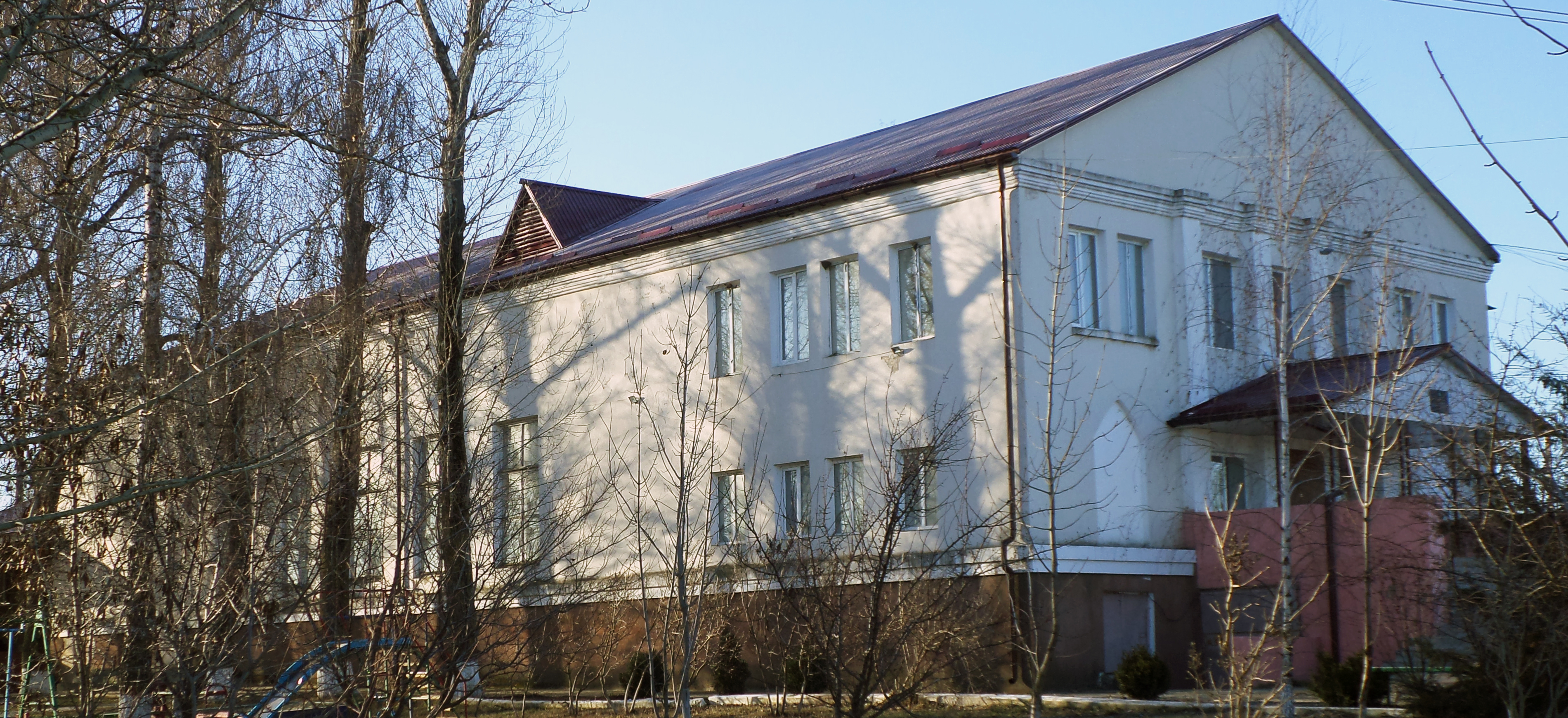
Затишанський будинок культури

В Затишші та Торосовому працюють будинки культури.[джерело?]

#### Свята

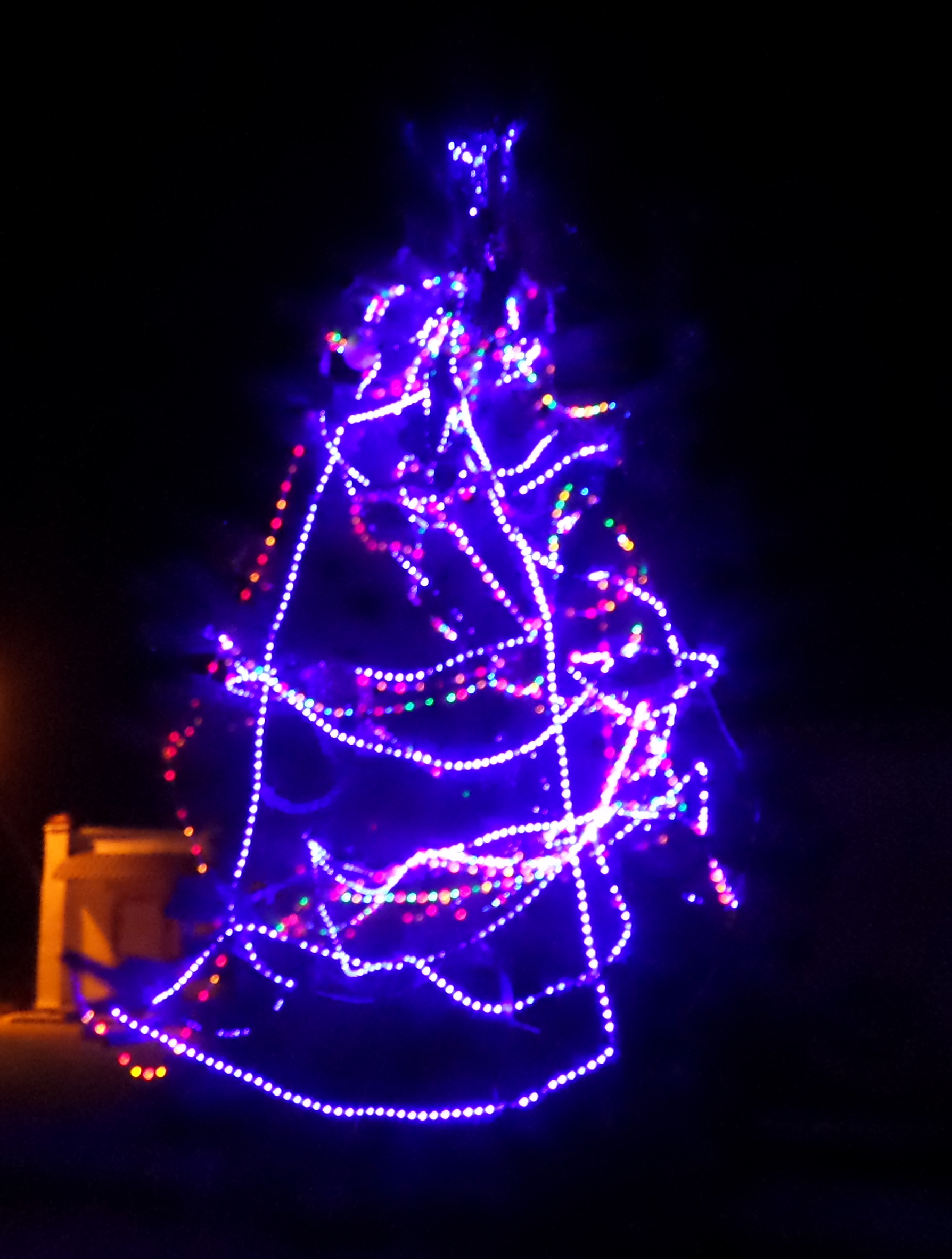
Новорічна ялинка на Центральній площі Затишшя, 2020 рік

У Затишші регулярно організовуються видовищні свята. Популярні виступи колективів в українських національних вбраннях. На достойному рівні такі організовані в Затишші, Копійковому та Торосовому.[джерело?] Вони і беруть участь. Особливо вирізняються святкування Дня селища, Дня Незалежності, 8 березня (проводяться на Центральній площі) та свята Івана Купала (біля Затишанського ставка, що є одним з найпридатніших для цього в районі). Новий рік завжди супроводжується великою кількістю феєрверків. Якісно організовуються святкування першого та останнього дзвоників, випускні бали.[джерело?]

### Релігія
Більшість прочан — православні християни.[джерело?]
У Затишші розташована церква Святого Архангела Михаїла, що належить до Окнянської округи Балтської єпархії УПЦ (МП). Церкву збудовано 1988 року. Настоятель храму — священник Сергій Водопьянов, священник — Андрій Гуменяк. Під час візиту Митрополита Балтського та Ананьївського Олексія 17 липня 2019 року до церкви, її настоятель був нагороджений владикою на Малому Вході почесним правом носіння палиці. Планується встановлення покровителю церкви, Архангелу Михаїлу пам'ятника, на місці демонтованого пам'ятника Леніну, на Центральній площі. Стару церкву, збудовану у 1910 році в сталінські часи переобладнано в шкільну бібліотеку. Цю функцію будівля виконувала до 2004 року. Відтоді в занедбаному стані. На основних в'їздах в селище встановлені пам'ятні хрести.
Раніше церкви ще були в Краснополі, Гедеримовому Першому та Торосовому.[джерело?]
Розповсюджені й інші течії. Переважно Свідки Ієгови.[джерело?]

### Торгівля
В Затишші функціонує ринок з м'ясним корпусом, санітарно-епідеміологічною лабораторією, контейнерами та відкритими рядами. Популярна торгівля з вантажних автомобілів. Найбільший базар збирається в п'ятницю, дещо менший в суботу. Вихідних немає. Зазвичай працює до обіду. Працює близько 30-ти магазинів. З них 2 з господарськими та будівельними товарами, 4 з промисловими, побутовою технікою, меблевий, книжковий, тютюно-горілчаний, інші здебільшого продуктові. В деяких можна розрахуватись карткою. Відкрито 2 звичайні та 1 ветеринарна аптеки.
Майже в кожному селі є хоча б один магазин. Найбільше в Торосовому.

### Сфера обслуговування
Функціонують перукарня, салон краси, майстерні з ремонту одягу, взуття, побутової техніки, 2 кафе.[джерело?]
В книжковому магазині можна зробити ксерокс та роздрукувати фото.[джерело?]

### Комунікації, ЗМІ
Затишшям широко розповсюджені лінії аналогового кабельного телебачення, та інтернету місцевого провайдера Діамант-ТВ. Транслюється місцевий телеканал з привітаннями та оголошеннями. Інтернет-послуги також надає Укртелеком.[джерело?]
Місцевою пресою виступає Захарівська районна газета «НовинаР», що до 2016 року носила назву «Новини Фрунзівщини».[джерело?]

### Зв'язок

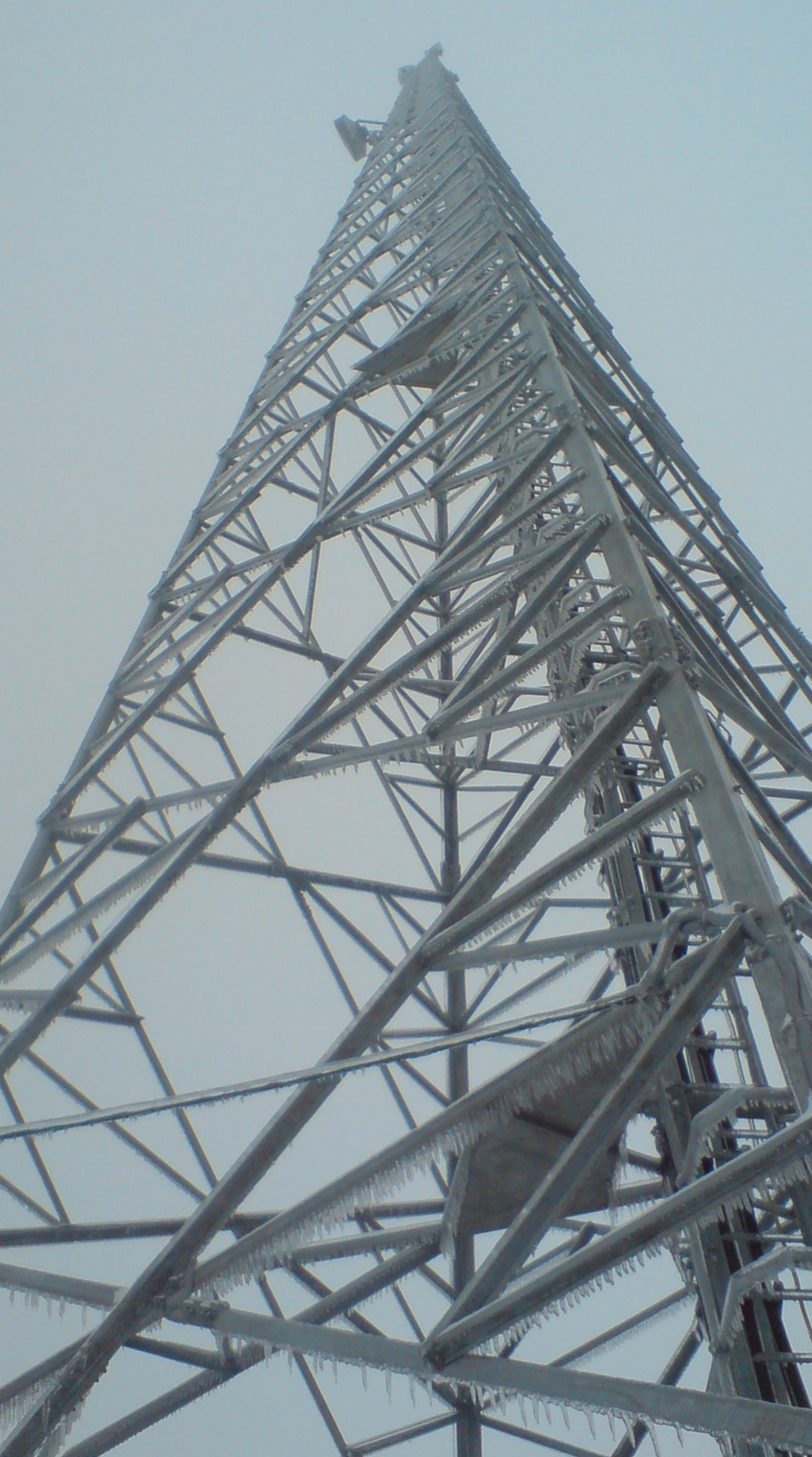
Вежа Lifecell в Затишші

Станом на серпень 2020-го в межах громади Функціонує 9 веж мобільного зв'язку — 3 в Затишші, 2 у Торосовому та по одній в Гедеримовому Першому, Загір'ї, Іванівці та Перехрестовому.[джерело?]
Працює 3 відділення Укрпошти та одне «Нової пошти».[джерело?]
Поштовий індекс Затишшя — 66740. Сіл колишньої селищної ради — 66741. Перехрестівської сільської ради — 66720. Торосівської сільської ради — 66743.[джерело?]
Багато домогосподарств є абонентами провідного інтернету.[джерело?]
Впродовж 2010-х років відбулось значне скорочення абонентів дротового телефонного зв'язку.[джерело?]

## Географія

### Територія

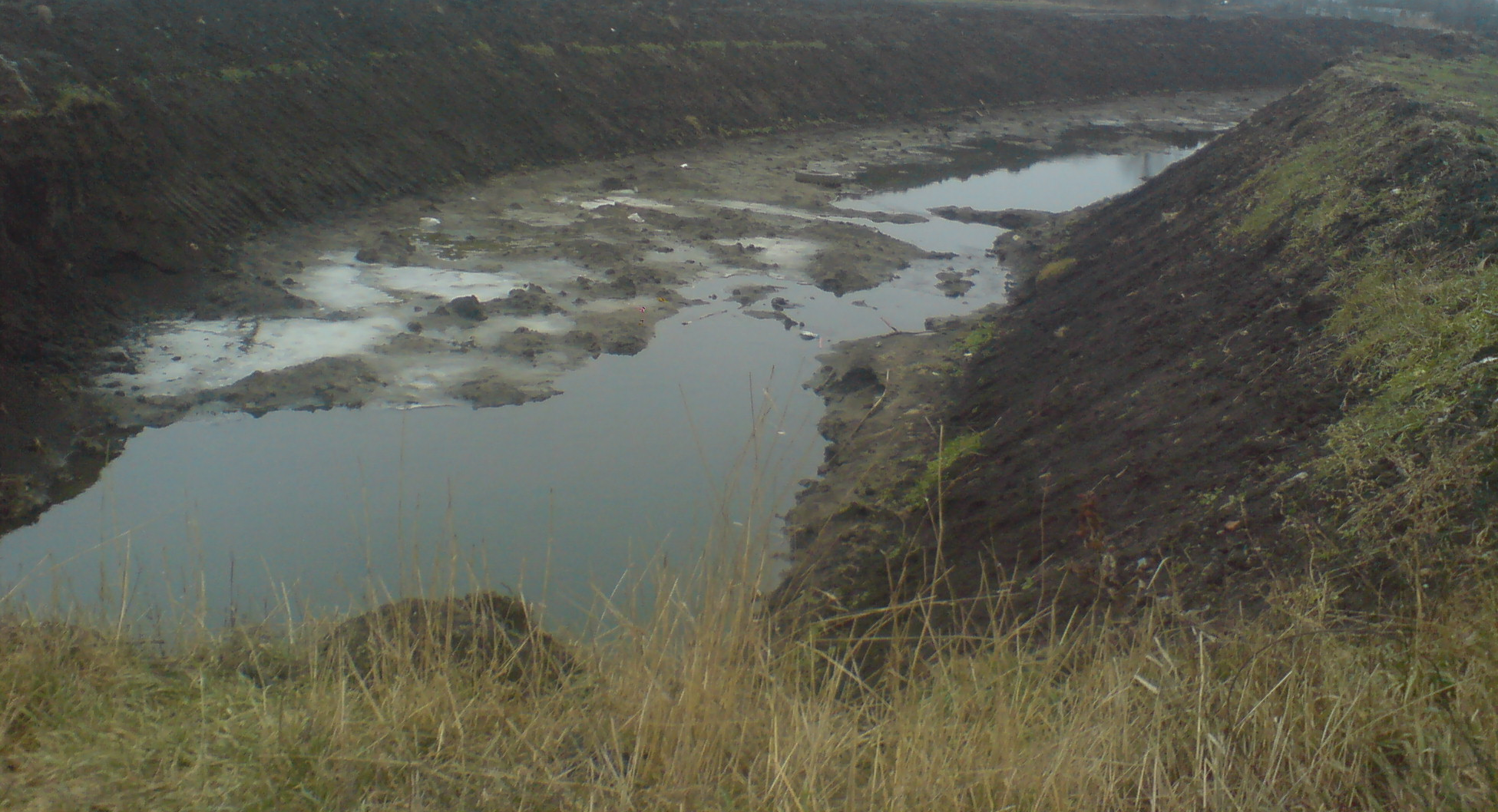
Русло Кучургану

Площа громади — 227,1 км². Межує з 9 радами. 4 з рад входять до складу 2-х інших ОТГ. Загальна протяжність меж — близько 90 кілометрів. Більшість проходить лісосмугами. 4-кілометрова ділянка проходить руслом Кучургану. Ця ж ділянка впритул прилягає до регіональної дороги Р33 та Єлизаветівки, що фактично є частиною Захарівки. Територією громади проходить 30-а довгота — орієнтир часового поясу України UTC+2. Всі населені пункти громади розташовані на захід від неї.[джерело?]

### Відстані від Затишшя
До державного кордону України з Республікою Молдова — 20 кілометрів, до кордону Молдови з Румунією — 139. Карпати — за 240 кілометрів.
Найближчий аеропорт Кишинів KIV — за 82 кілометри. Аеропорт Одеса ODS — за 116.

### Природні зони
Перехідна степо-лісостепова зона.[джерело?] На території громади близько 900 гектарів лісу, що складає 5 % її території.[джерело?] Найбільша суцільна ділянка — Андрусівський ліс площею 221 гектар. Велика кількість значно більших лісів розташована в західному та північному напрямках. На схід від громади одразу ж починається справжній степ, з нечисельними та вкрай штучними лісовими насадженнями.[джерело?]

### Рельєф

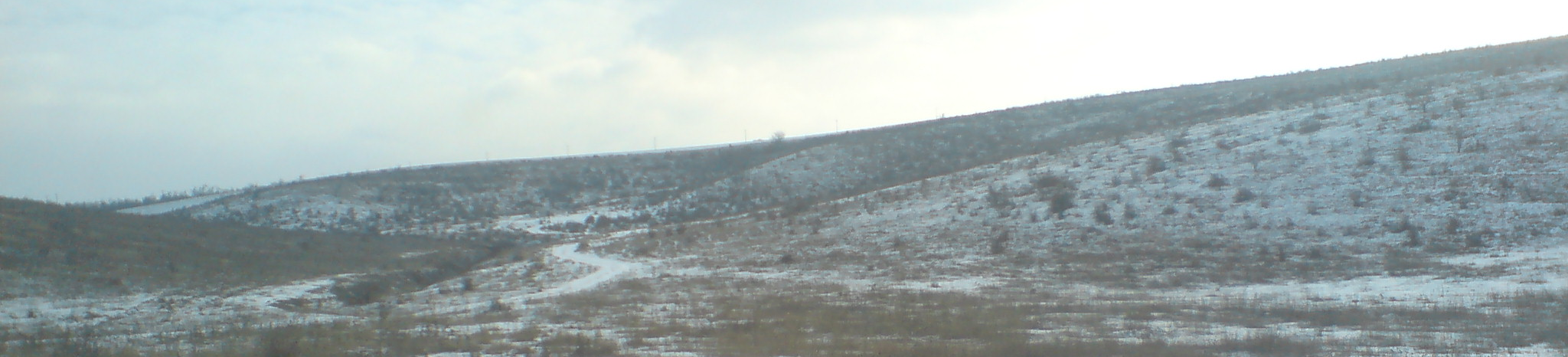
Пагорби на півдні громади

Рельєф громади є південними відрогами Подільської височини.[джерело?] Характер — водоерозійного типу. В напрямку Чорного моря, більше не зустрічаються висоти більше 200-т метрів, над його рівнем.[джерело?] Залізницею проходить водорозділ Дністра і малих річок Єдисану. На ділянці громади — це праві балки Малого Куяльника.[джерело?]
Абсолютний перепад висот — 153 метра.[джерело?] Від 54 до 207 метрів над рівнем моря. Більшість крутих схилів припадає на висоти 100—140 метрів.[джерело?] В межах громади розташовано кілька гіртопів (особлива форма рельєфу, що зустрічається у Молдові та на Одещині).[джерело?]

#### Походження назви Затишшя, та як слідок громади, пов'язані з рельєфом
Логічними та обґрунтованими, можуть бути 2 версії. Обидві пов'язані з рельєфом:
1.Ділянка основного водороздільного хребта Подільської височини, яким проходить залізниця, між станціями Іванівка та Затишшя була найважчою для прокладання залізниці, з менш складними ділянками південніше. Далі на північ, майже до Балти, будівництво не вимагало значних земельних робіт і колії можна було класти просто на непідготовану землю. Це стало значним полегшенням, адже усі роботи виконувались вручну. За однією з версій це дало назву станції та навколишнім хуторам.
2.Назва походить від слова «Затишшя» в його прямому значенні. Місце, що зараз займає понад половину селища, захищене рельєфом від вітру в усіх напрямках, окрім південного (частково). Якщо уявити це місце у стані неосвоєного степу — «Затишшя», мабуть перше, що могло спасти на думку, для його назви. Звісно, є й інші місця на ділянці з подібними особливостями, та ті не відповідають терміну схожою мірою.
Майже всі інші станції Одесько-Балтської залізниці отримували назви від поселень розташованих поблизу.

#### Пагорби
Деякі пагорби в громаді мають топографічні назви, наприклад — «Крута Гора». Розташований на південь від Краснополя. Висота — 155 метрів над рівнем моря, 104 метри від підніжжя. Висота 199,9 м на північно-заідній околиці Затишшя, також має назву «Затишшя».

#### Балки
Бритнарова, Глибока, Кузьмівка, Лан, Малороша, Мусієнкова, Перша, Пасивка, Сидірівські Харчі, Торосова, Хороша та багато інших, що не мають сформованої назви.

#### Яри
В громаді багато ярів. Найбільша їх концентрація — в місцевості Шосте Поле.

#### Антропогенний вплив
Майже вся залізниця від Затишшя до Іванівки пролягає вкопами чи насипами. Є також насип біля Гедеримового Першого.
Територію громади охопили ландшафтні роботи радянського періоду з східкізації схилів, для висадження дерев. Верхів'я балки Малороша вкриті «малими сходами». Першої половини XX сторіччя там були сади та виноградники.

### Клімат
Помірно-континентальний. Повітря степове.

#### Метеостанція
В Затишші діє метеостанція Гідрометцентру Чорного та Азовського морів.

#### Ожеледь
В Затишші часті та густі нічні тумани в листопаді-грудні. Та не часті морози до Нового року. Коли трапляється досить сильний мороз, туман осідає на предмети, що швидко промерзають, навіть на траву. На землі немає. Вирішальну роль також відіграє неквапний вітер.

### Геологія

#### Ґрунти
Здебільшого — глибокий середньогумусний чорнозем. Поширені ще 8 різновидів ґрунтів.

#### Корисні копалини
Глина та пісок.

### Водні ресурси

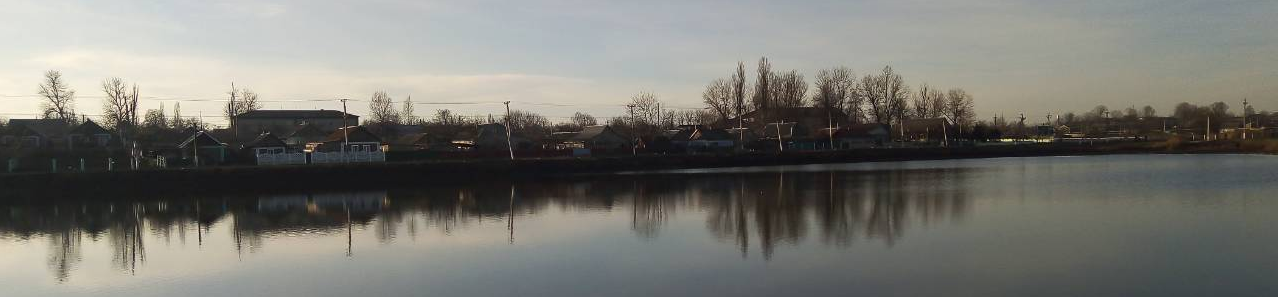
Ставок в Затишші

#### Річки
Русла Кучургану та невеликої річки Малороша.
Найближча повноводна річка — Дністер, на відстані 47 км.

#### Струмки
Малороша, Торосова, струмок Андрусівського лісу.

#### Ставки
«Німецький», Затишанський, Веселобалківський, Загорянський, Краснопільський та інші. Багато ставків знищено неправомірним використанням земель у 1990-і роки. Найбільший з них — Малорошівський.

### Екологія
На екологічний стан позитивно вплинуло закриття на початку 2000-х Затишанського асфальтного заводу.
В 1990-х — 2000-х роках значною проблемою був сумнозвісний Затишанський склад отрутохімікатів. Спочатку, близько 800 тонн пошкоджених металевих бочок з отрутою лежали просто неба. Потім речовини зберігались в спеціальних саркофагах (в такому стані представлений на фото). Зрештою вивезені на утилізація закордон. Проблема широко освітлювалась ЗМІ обласного та державного рівня та часто згадувалась перед виборами. На різних стадіях проблеми, знімались репортажі програми ТСН, телеканалу 1+1.
В глобальному сенсі, громада лежить в умовно чистій екологічній зоні.

## Склад
До громади входить селище Затишшя та 15 сіл. З них 8 належало до Затишанської селищної, 4 до Торосівської сільської та 3 до Перехрестівської сільської ради.
Також, впродовж останніх двох століть, на території громади, в різні часи, існувало, ще не менш 17-ти населених пунктів, 3 з яких було включено до складу Торосового.
| Назва населеного пункту та прапор | Назва населеного пункту та прапор | статус           | дата заснування                     | дата приєднання до громади | АТО до об'єднання         | Населення       | Населення                     | Віддаленість від м. Затишшя | Віддаленість від м. Затишшя | Найближчя залізнична станція чи зупинка |
| Назва населеного пункту та прапор | Назва населеного пункту та прапор | статус           | дата заснування                     | дата приєднання до громади | АТО до об'єднання         | Кількість, чол. | Місце у громаді за населенням | Шосейним шляхом, км         | Залізницею, км              | Найближчя залізнична станція чи зупинка |
| --------------------------------- | --------------------------------- | ---------------- | ----------------------------------- | -------------------------- | ------------------------- | --------------- | ----------------------------- | --------------------------- | --------------------------- | --------------------------------------- |
|                                   | Затишшя                           | селище, центр ТГ | 1865                                | 2015                       | Затишанська селищна рада  | 3470            | 1                             | 0                           | 0                           | Затишшя                                 |
|                                   | Андрусова                         | село             | 1920-і                              | 2015                       | Затишанська селищна рада  | 68(2001)        | 9                             | 5                           |                             |                                         |
|                                   | Весела Балка                      | село             | 1920-і                              | 2015                       | Затишанська селищна рада  | 179(2001)       | 6                             | 8                           |                             |                                         |
|                                   | Володимирівка                     | село             | 1920-і                              | 2015                       | Торосівська сільська рада | 10(2001)        | 15                            | 24                          |                             |                                         |
|                                   | Гедеримове Перше                  | село             | 1792                                | 2015                       | Затишанська селищна рада  | 75(2001)        | 8                             | 6                           |                             |                                         |
|                                   | Дружелюбівка                      | село             | 1804                                | 2015                       | Затишанська селищна рада  | 61              | 10                            | 10                          |                             |                                         |
|                                   | Загір'я                           | село             | 1878                                | 2015                       | Затишанська селищна рада  | 258(2001)       | 5                             | 4                           |                             |                                         |
|                                   | Іванівка                          | село             | 1824 (Бритнарове),1865 (Солов'ївка) | 2015                       | Торосівська сільська рада | 41(2001)        | 13                            | 23                          | 19                          |                                         |
|                                   | Краснопіль                        | село             | 1820-і                              | 2015                       | Затишанська селищна рада  | 53(2001)        | 12                            | 9                           |                             |                                         |
|                                   | Малорошове                        | село             | 1802                                | 2015                       | Торосівська сільська рада | 25(2001)        | 14                            | 15,2                        |                             |                                         |
|                                   | Нова Григорівка                   | село             | 1910-і                              | 2015                       | Затишанська селищна рада  | 54(2001)        | 11                            | 6                           | 5                           |                                         |
|                                   | Перехрестове                      | село             | 1876                                | 2020                       | Перехрестівська сільрада  | 1036            | 2                             |                             |                             |                                         |
|                                   | Перехрестове Перше                | село             | 1876                                | 2020                       | Перехрестівська сільрада  | 490             | 4                             |                             |                             |                                         |
|                                   | Петрівка                          | село             | 1920-і                              | 2020                       | Перехрестівська сільрада  | 0               | 16                            |                             |                             |                                         |
|                                   | Скинешори                         | село             | 1831                                | 2015                       | Затишанська селищна рада  | 164(2001)       | 7                             | 5                           |                             |                                         |
|                                   | Торосове                          | село             | 1857                                | 2015                       | Торосівська сільська рада | 918             | 3                             |                             |                             |                                         |

### Раніше існуючі населені пункти
- Анчиполівка

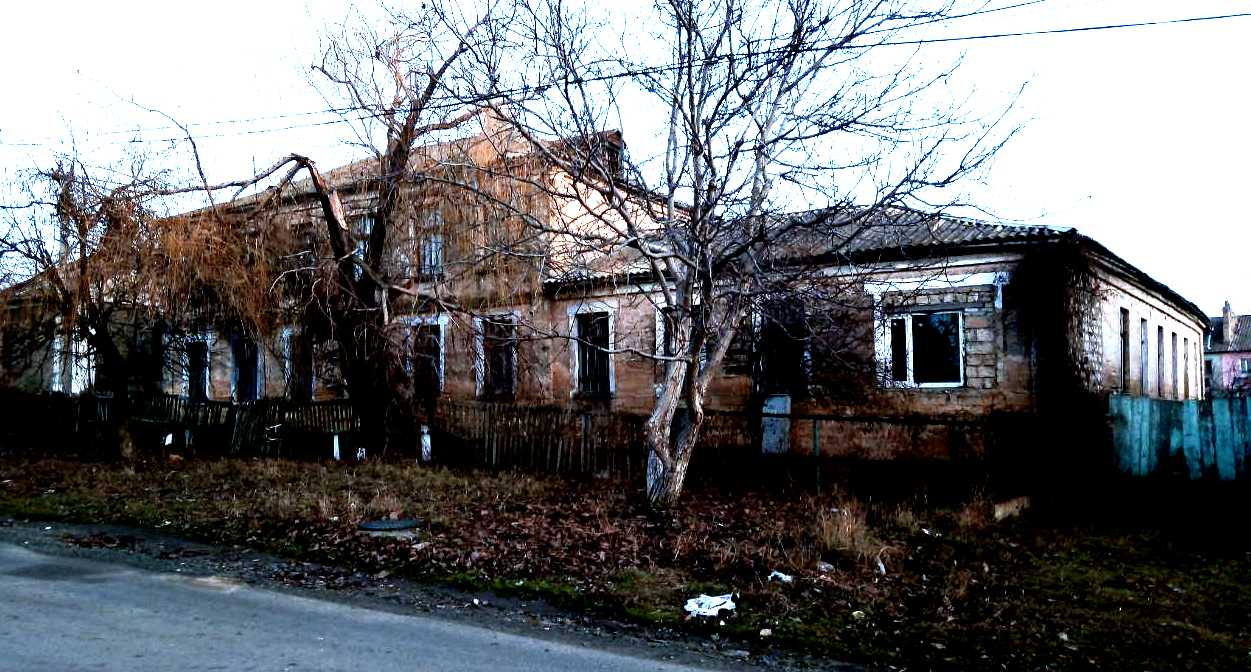
Житловий будинок часів Російської імперії

Засноване в довоєнний радянський період. 1941-го було 24 двори. 1944-го, на околиці села було організовано радянську братську могилу. Знеселене у 1960-ті.
- Бритнарове

Засноване поміщиком Іваном Бритнаровим. Також відоме, як Іванівка. Оскільки село дало назву станції, а станція двом іншим селам, Бритнарове називали Старою, або Нижньою Іванівкою. 1863-го в селі було 22 двори, 1941-го — 39. Знеселене з 2000-х років. Має кадастрові межі населеного пункту. Юридично вважається одним селом з Іванівкою.
- Дальній хутір Затишшя

Виник біля ставка. У 1863-му, було 3 двори, у 1869-му — 7. 1895-го вже не існував. Ставок проіснував до 2000-х.
- Ігнатівка

Засноване в період з 1871 по 1886 рік. Повністю знищене бойовими діями 1941 року. В селі було 15 дворів розкиданих обома схилами балки. Зараз половину села займає ліс, іншу поле.
- Петропіль

Впродовж існування, кілька разів перебувало в складі села Краснопіль.
- Погорілове

Засноване Федіром Михайловичем Погоріловим 1878 року, як хутір Малороша. Засновник — прожив 108 років (1817—1925), похований на місцевому цвинтарі. Село знеселене з 1988 року. Останні десятиріччя — формально, частина Нової Григорівки.
- Розалівка

Засноване поміщиком Він'ярським. 1869-го було 2 двори. Назва походить від ім'я Розалія. Знеселене в 1920-і роки.
- Флеймара

Раніше було відоме, як Мале Пономарьове та Кошарка. Після Громадянської війни було населене виключно євреями. Тоді було 11 дворів. В селі зберіглись 2 неймовірно маленьких ставки.
- Хорошеве

Засноване поміщиком Самбурським. 1869-го було 7 дворів, 1941-го — 24. Назва походить від назви балки — Хороша. Знеселення з 1970-х. Останні десятиліття існування, в селі розташовувався колгоспний курник.
- Хутір Весела Балка

Заснований у 1920-і роки. Знеселений у 1940-ві. Біля хутора був ставок, збереглася 100-метрова гребля, розмита в центральній частині.
- Хутір Маркевич

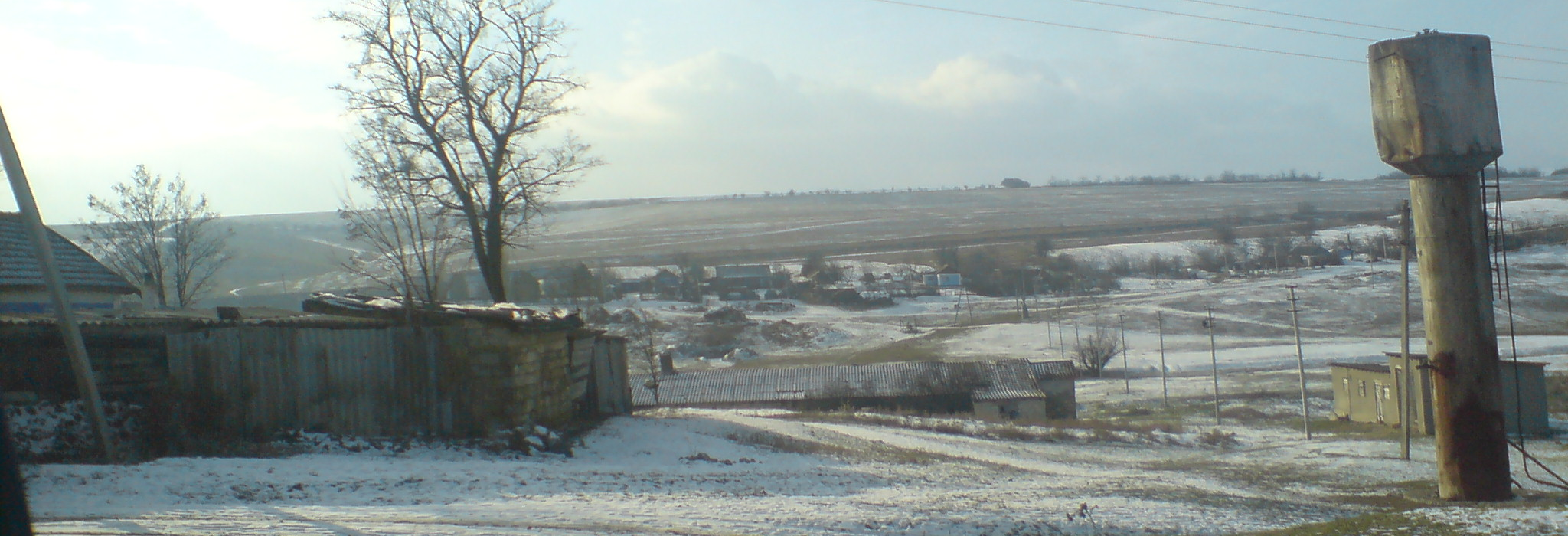
Лаптєве з Терентьєвого

Заснований в період з 1886 по 1914 рік. Складався з 3 дворів. Був невеликий ставок. Розташоване в балці Сидірівські Харчі. Знеселений з середини XX сторіччя.
- Хутір Шевченко

Заснований у 1920-і роки. 1941-го було 15 дворів, та школа, куди ходили діти з навколишніх сіл. Все що від нього залишилось — 16 глиняних помаранчових плям на полі, розташованому в балці Перша. Знеселений з середини XX сторіччя.
- Чабанка

Село засноване незаможними вільними людьми. 1863-го в Чабанці було 5 будинків, 7 городів, що можна було умовно віднести до трьох дворів, ставок, цвинтар. 1865-го, майже впритул до села проклали залізницю. Також відоме, як Панське село, та Новосілка. Знеселений з середини XX сторіччя. В 1920-і 1930-і роки, в Торосовому, були широко розповсюджені жарти про пана, що тут господарював. Той жив в Одесі, приїздив сюди господарювати, давати вказівки. Мав маєток та використовував людей, як найманих робітників. Вирізнявся хитрістю та був завжди невдоволений станом справ.
Село досі лишило сліди, адже розташоване на неугідді. Зберігся колодязь на пагорбі, відомий як «Шуркіна криниця».
- Цокни

Було також відоме, як Хутір Цавин. Складалось з 3 дворів. 2019 року відновлено ставок, на березі якого воно знаходиться. Гребля ставка — за межами громади.

## Політика

### Голови
Посаду голови громади займає Топольницький Геннадій Миколайович.
З початку 1990-х до 2015-го селищним головою Затишшя була Татаріна Інна Григорівна. Староста села Торосове Кущенко Марія Петрівна.

### Вибори
Під час виборів, в Затишші традиційно діють 2 виборчі дільниці 139-го округу. Одна з них (№ 510897) постійно перебуває в приміщенні селищної ради, інша (№ 510898) часто змінювала місце свого перебування в межах західної частини селища (РТП, Автопарк, Будинок культури). Окрім затишан, виборцями цих двох дільниць є мешканці сіл Скинешори, Загір'я, Гедеримове Перше та Краснопіль. В межах громади діють ще 2 дільниці — у Веселій Балці (№ 510895) та Торосовому (№ 510901).
Рада громади складається з 22-ох депутатів, 15 з яких є представниками Затишшя.

### Депутати мажоритарники

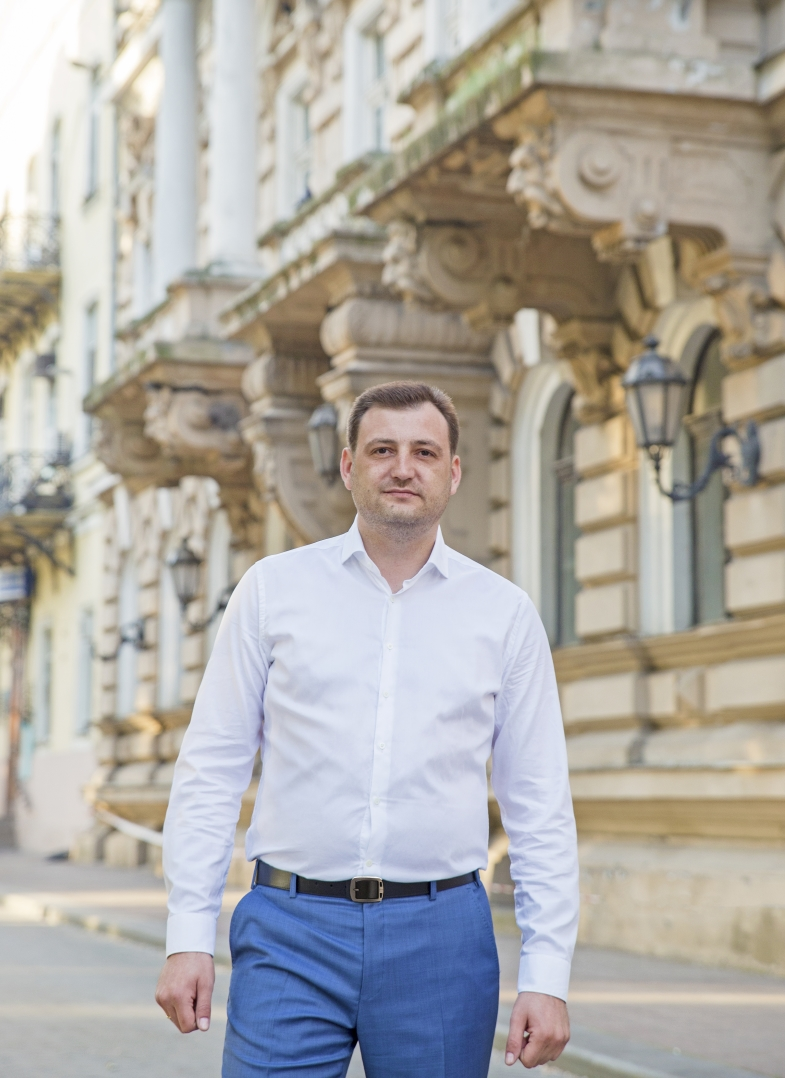
І. І. Васильковський

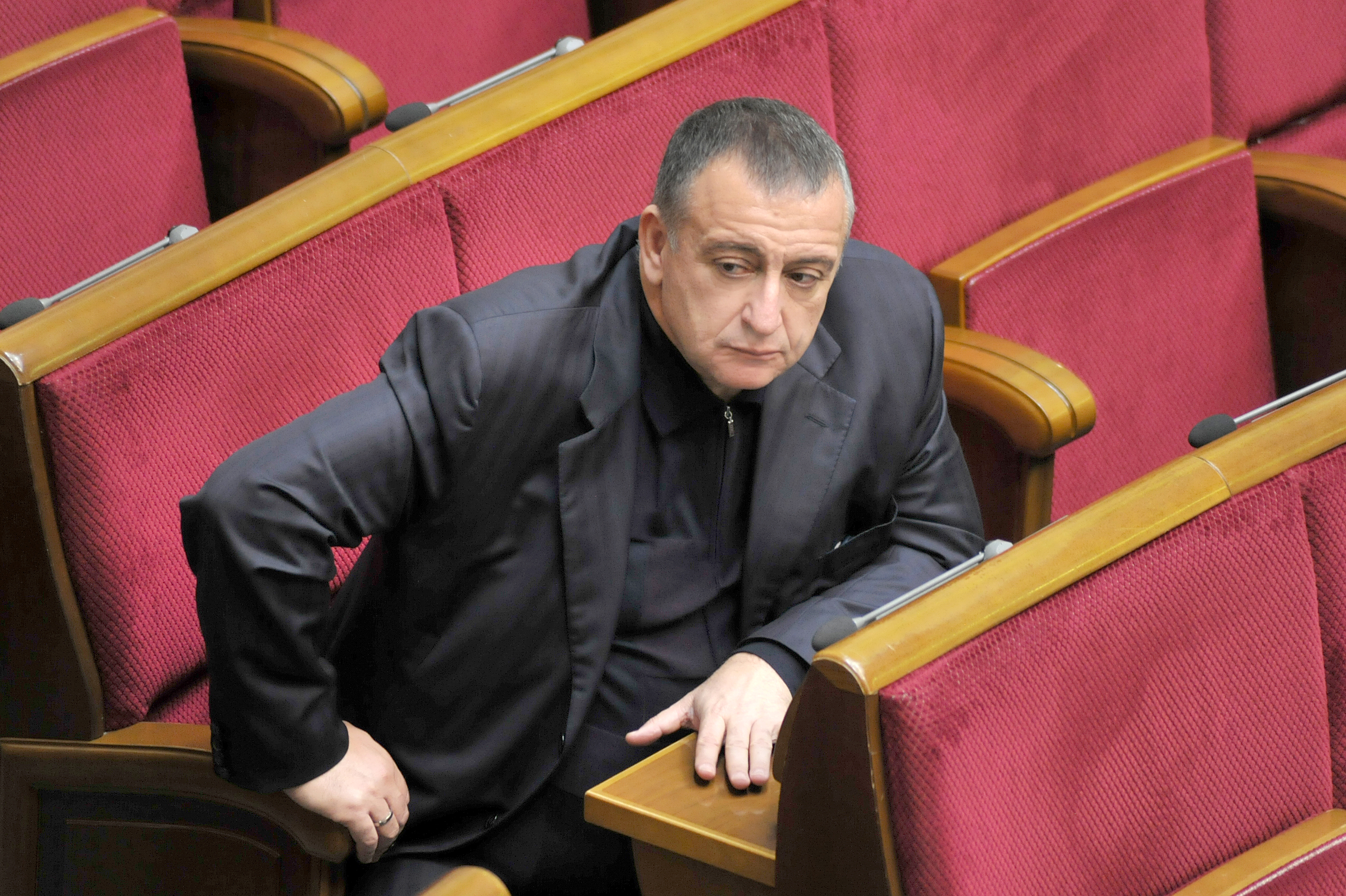
О. С. Пресман

Депутатом Верховної ради 9-го скликання, від 139-го виборчого округу, є обраний від партії «Слуга народу» — Васильковський Ігор Ігорович.
Депутатом рад 7-го та 8-го скликань, був Олександр Семенович Пресман. Був частим гостем в Затишші та широко освітлював свою діяльність в ЗМІ. Балотувався від Партії Регіонів та як самовисуванець.

### Міжнародна сфера
Захарівський район є прикордонним, та за договорами, прописка населених пунктів громади надає право вільного перетину кордону, що контролюється Придністровською Молдавською Республікою на пунктах пропуску Йосипівка та Павлівка.

## Історія

### Доісторичне минуле

#### Палеоліт
На території громади, біля Краснополя, знайдено залишки поселення часів Пізнього палеоліту (40—13 тис. років тому). Були знайдені рештки мамонтів.
За розтавання льодовиків, що без сумніву траплялось в минулому, біля Краснополя була б вузька, до 1,5 кілометра завширшки, морська затока, завглибшки до 12-ти метрів. В районі громади розташовувались б перешийки чотирьох значних півостровів.

#### Епоха бронзи
Курган II тисячоліття до нашої ери.
В 1895—1896 роках Землевласник В. І. Станилевич на своїй садибі в Затишші розкопав курган, в якому виявив декілька поховань епохи бронзи. При розкопках він застосував скарбопошукову методику, заклавши декілька траншей, орієнтованих з півдня на північ. Курган виявився складною та багатошаровою археологічною пам'яткою, в якій було складно визначитись непрофесіоналу-любителю. Зрозуміло, йому не вдалось реконструювати складну стратиграфію цієї пам'ятки, та все ж, усі закладені траншеї він докопав до кінця, задовольнивши тим самим свій інтерес.
Приватні господарі землі не були зобов'язані отримувати дозвіл Археологічної комісії на проведення розкопок чи пошуків скарбів на належній їм землі. Вони вільно могли передавати право на розкопки іншим особам, незалежно від їх професійної підготовки. Саме тому стали можливими розкопки поміщика В. І. Станилевича та інших поміщиків, що без жодних наслідків руйнували кургани на своїх землях.

### Історія Західного Єдисану

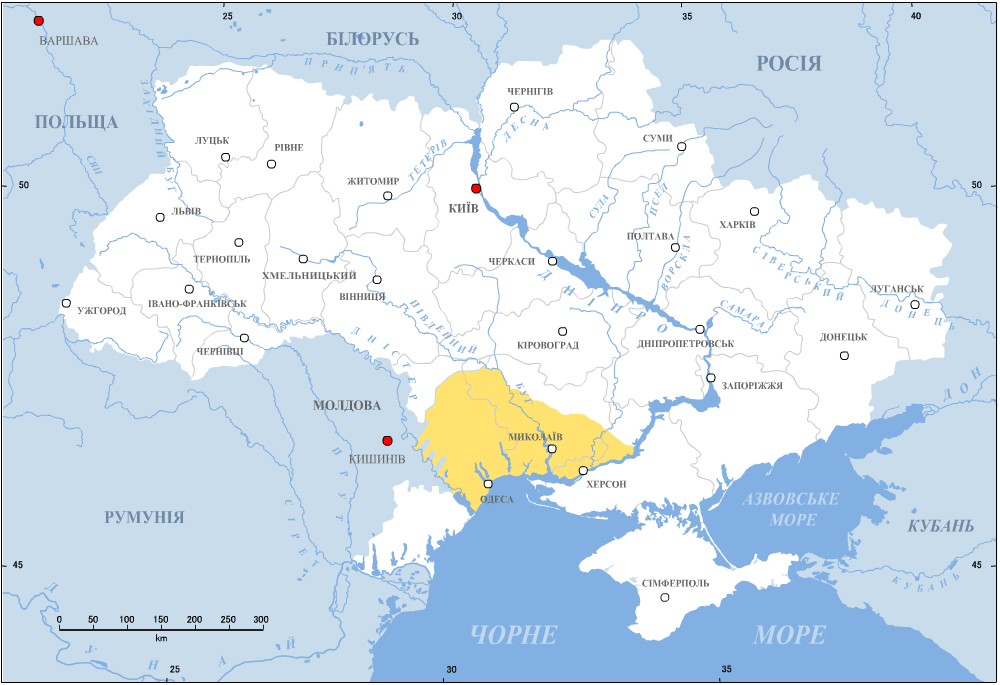
Єдисан в широкому розумінні, йдеться про західну частину, до річки Південний Буг

Єдисан, розташований майже в центрі Європи, було освоєно, та хоч якось вивчено, найпізніше з усіх Українських земель та пізніше за більшість найвіддаленіших куточків світу. На Бопланівській карті України 1648 року, досить коректно позначені річки Єдисану та їх назви, що вже тоді були відомими.

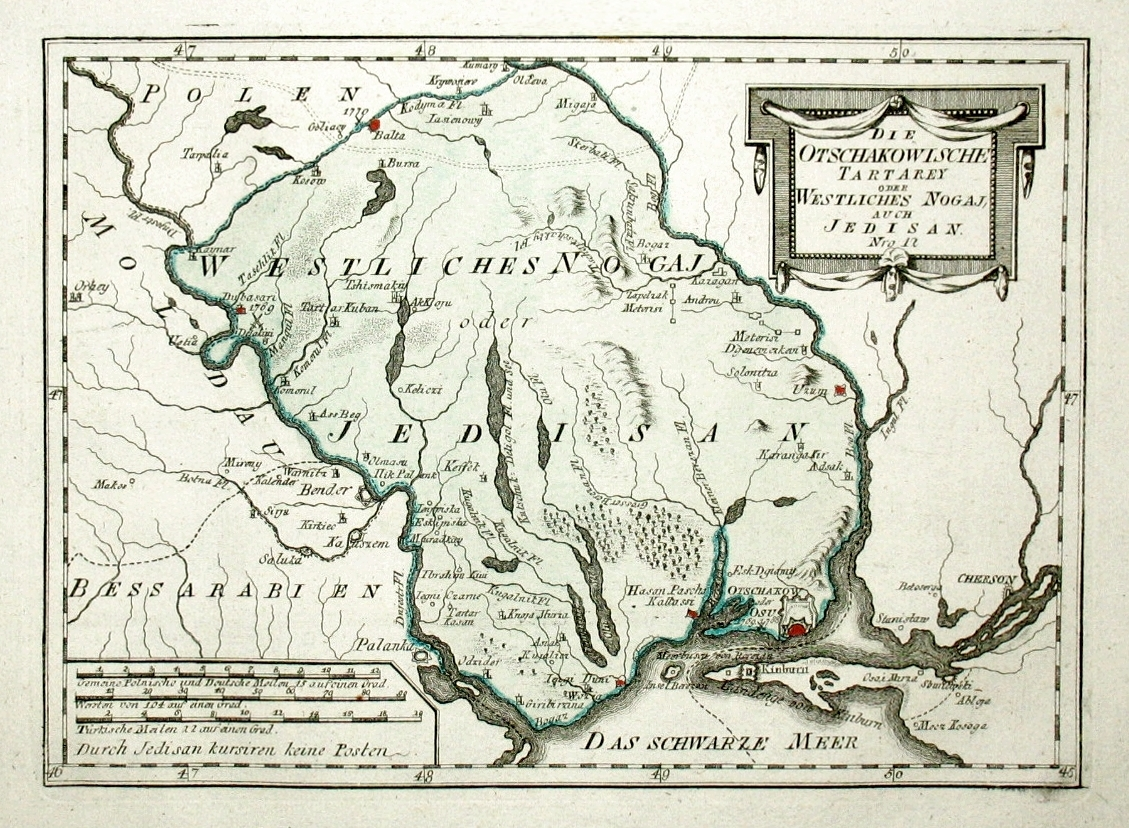
Західний Єдисан в уявленні німецького картографа, 1789 рік

Кочовикам, що тут жили, була характерна щорічна міграція. Щовесни вони прямували на північ, де кращі умови для випасу худоби, а восени повертались на південь, де було легше пережити зиму.

#### Велика Скіфія, Дике поле, невідомість
Першим відомим державним утворенням, до земель якого належала територія громади є Велика Скіфія. Побут скіфів добре описав давньогрецький історик Геродот, що відвідував степи північного Причорномор'я в V-му сторіччі до нашої ери. Єдисанським узбережжям Чорного моря та відкритих лиманів розташовувались давньогрецькі колонії.
За Київської Русі землі звались Диким Полем.
До монголо-татарської навали, з впевненістю будь-що про ці землі сказати не можна. Імовірно тут проживали якісь кочові народи. Можливо траплялись війни. Та це є лише здогадками.
В Золотої Орди, землі відвойовано Великим Князівством Литовським. Нічого не змінилось та згодом землі було втрачено.

#### Османська Імперія
За правління Сулеймана I Пишного, землі увійшли до складу Османської імперії. В різні часи, в складі: Еялету Сілістра, Єдисанської орди та Кримського ханства (за його васальної залежності від імперії).
Територією громади йшли 2 відносно значні дороги. У липні 1709 р. однією з них пройшов шлях Івана Мазепи та Карла XII, що прямували з Полтавської битви до османської фортеці Бендери.
Регіоном неактивно кочувала 8-тисячна Єдисанська орда. Жили в юртах. В 1770—1774 роках — з російським підданством. Відтоді, до 1791-го, у складі Кримського Ханства, васала Османської імперії. З 1791-го, було кілька спроб змусити їх до осідлого життя, а коли виявилось, що те є марним — зіслано до Туреччини.
Звинувачуються історієграфією в набігах та захопницькій работоргівлі.
За Османської імперії в внутрішньому Єдисані вперше з'явились постійні, до сьогодні відомі поселення.

### Російська Імперія

#### XVIII сторіччя
2 із сіл громади, засновано в 1790-х роках. Це Гедеримове Перше (Харітове) та Малорошеве (Балош).

#### До 1865 року
1857 року засноване Торосове.
На час будівництва залізниці та заснування Затишшя, 1865 року, в межах громади вже існувало 11 сіл: Бритнарове, Гедеримове Перше, Дружелюбівка, Краснопіль, Малорошеве, Петропіль, Розалівка, Скинешори, Торосове, Хорошеве, Чабанка, в яких загалом було 233 двори. Найбільшим селом було Гедеримове Перше (60 дворів). 5 з цих сіл не існують зараз.

#### Після появи залізниці

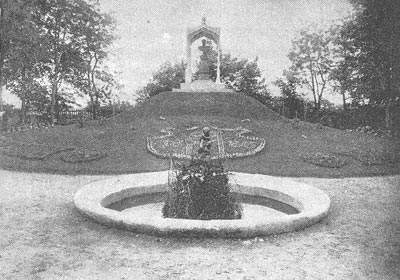
Пам'ятник Олександру II

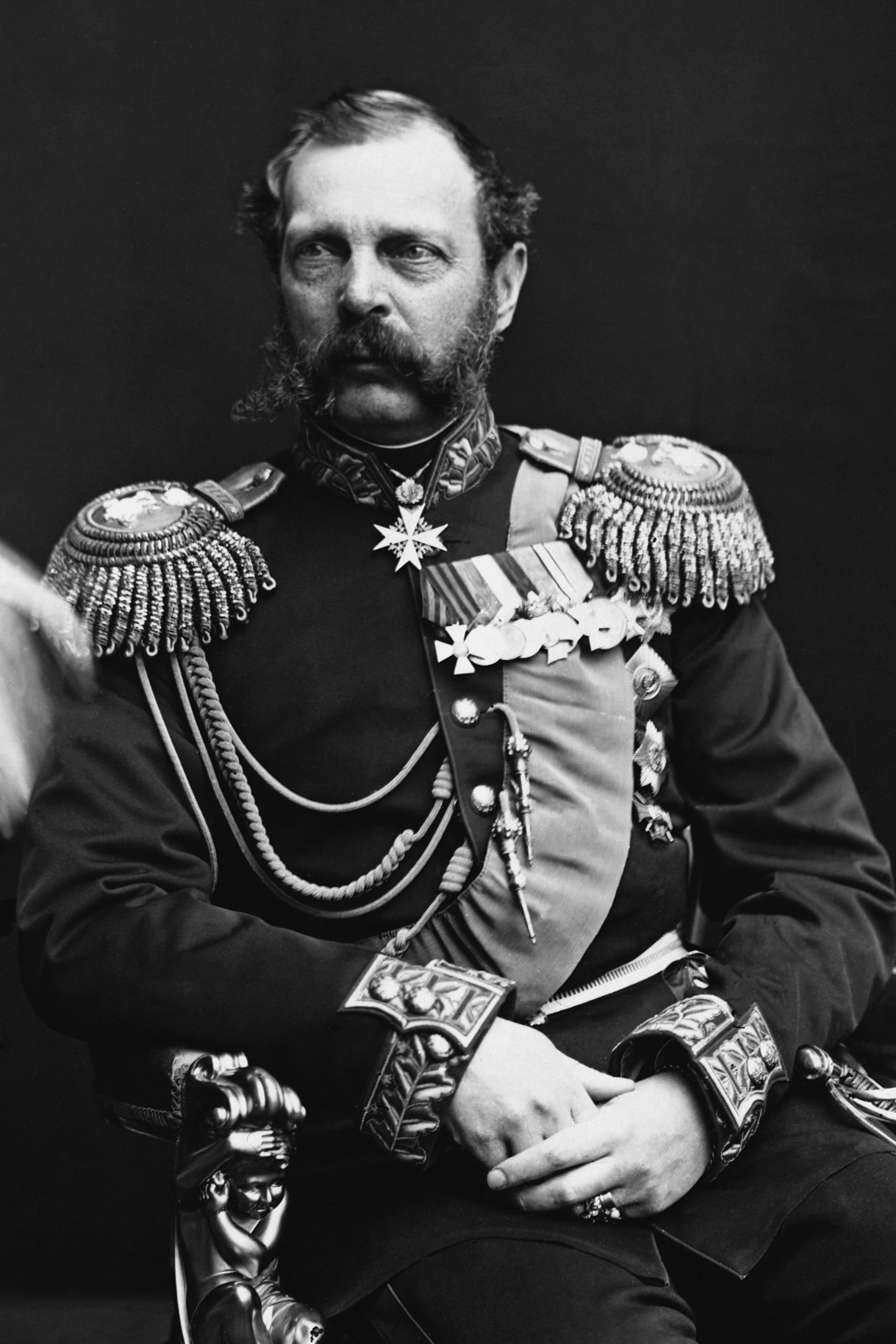
Олександр II

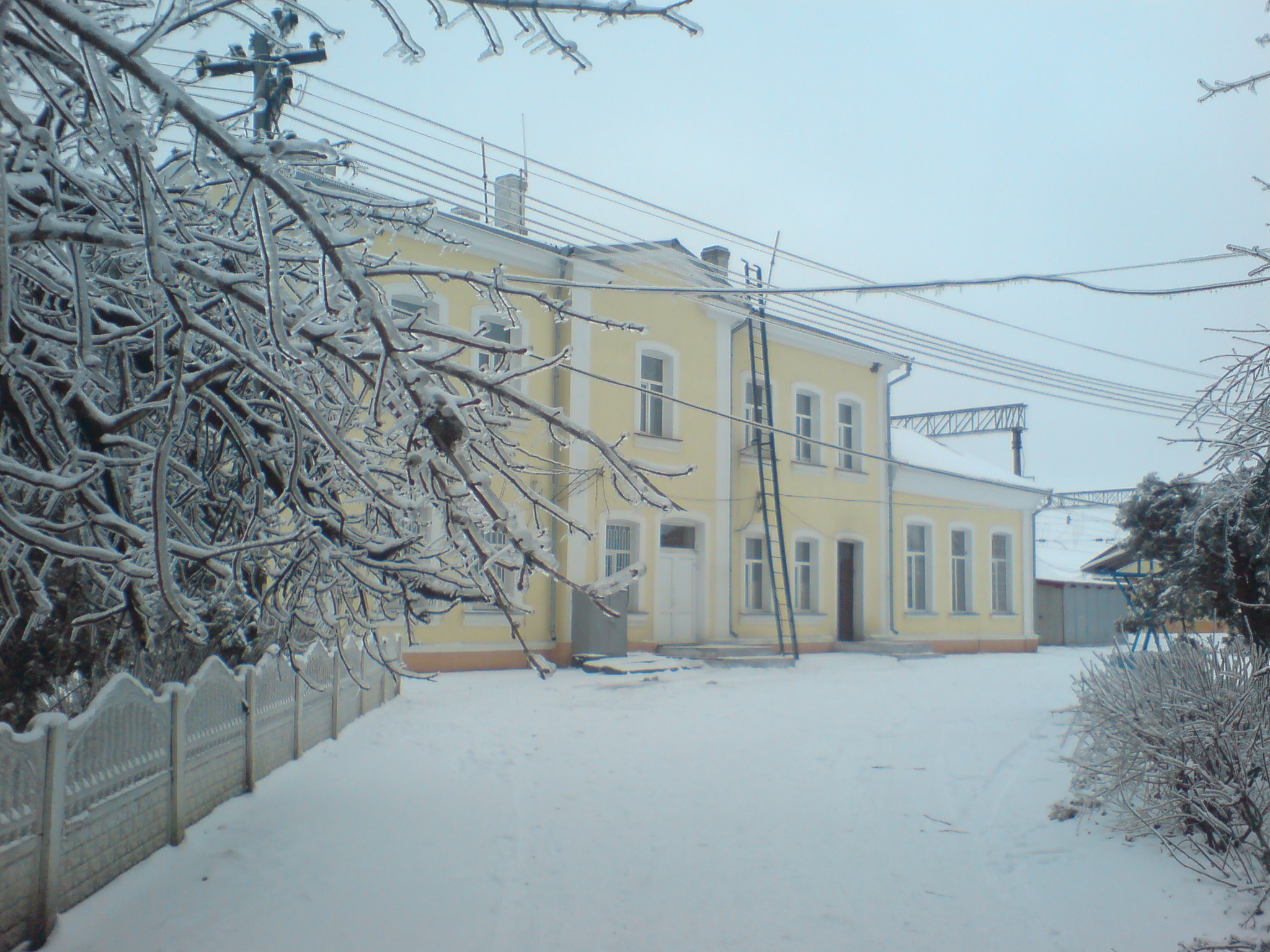
Вокзал станції Затишшя

Залізниця та поїзди були значною дивною для населення. Відомі випадки коли люди, пішки приходили за десятки кілометрів, аби зблизька побачити поїзд.
В 1871-му — 1886-му роках засновані Загір'я, Ігнатівка та Погорілове.
В 1875-му відбувся страйк робітників, що вимагали підвищення зарплатні та своєчасної її виплати.
В 1876 році в Затишші було 11 дворів та мешкало 73 особи.
В Затишші бував російський імператор Олександр II, за правління якого, зокрема, були засновані Затишшя та Торосове. У 1885, через 4 роки після його смерті, йому тут було встановлено чималий пам'ятник, зруйнований в часи Громадянської війни. Монумент ніби-то був встановлений вдячними селянами, але його розмах та оформлення наврядчи були б таким до снаги. Цар прославився Кримською війною, скасуванням кріпацтва в 1861 році, звільненням Балкан від Османського гніту, запуском масового будівництва залізниць в імперії та вкрай шовіністською політикою стосовно України.
В 1895—1896 роках тут проводив свої розкопки землевласник В. І. Станілевич.

#### В XX сторіччі

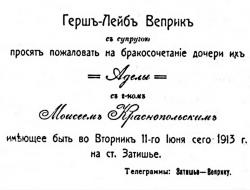
Запрошення на весілля в Затишші, 1913 року

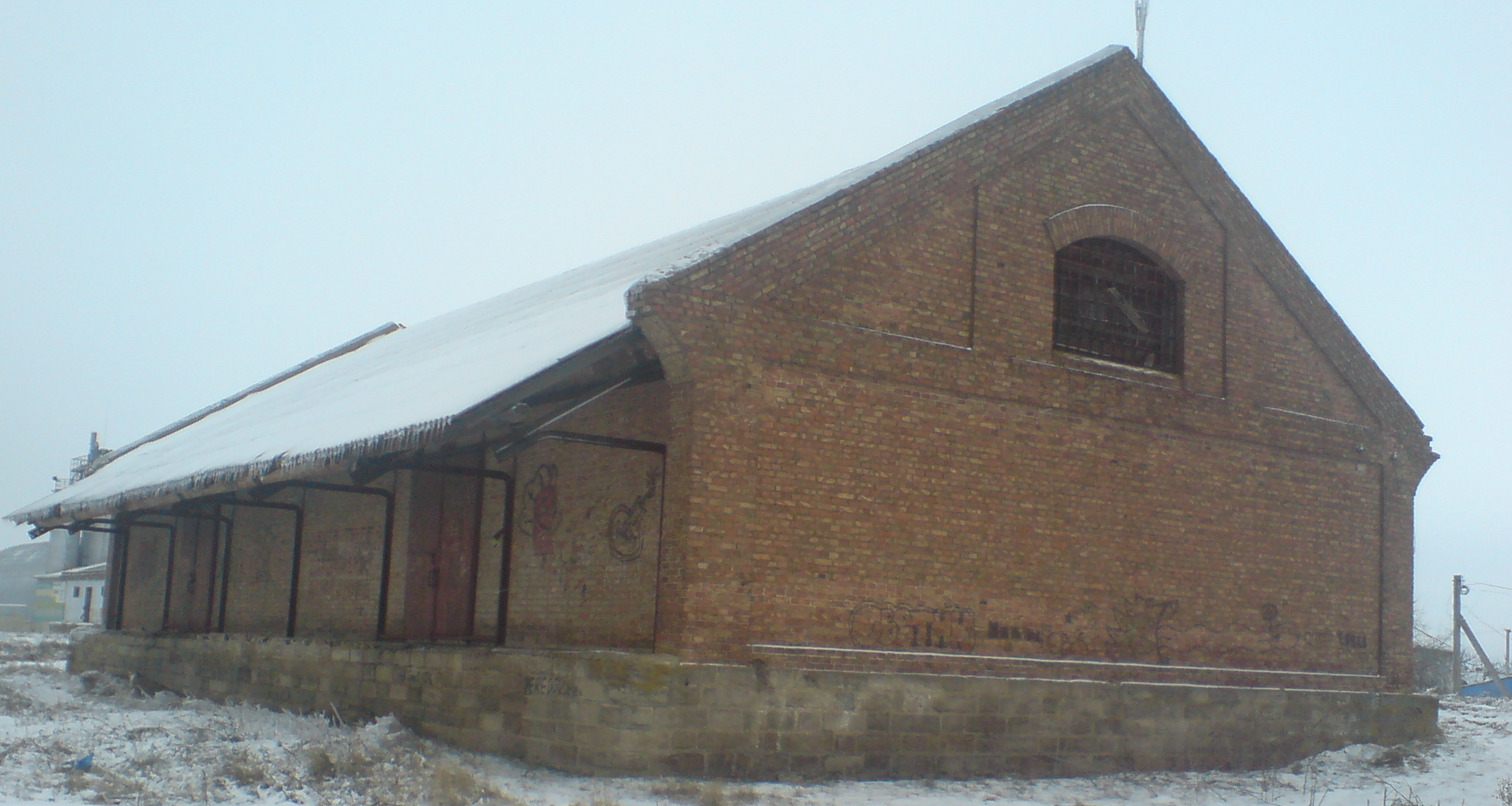
Старий склад

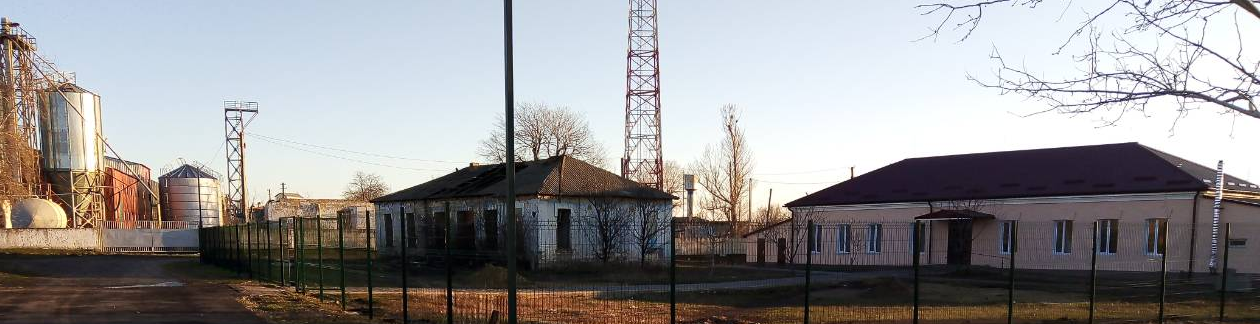
На вулиці Суворова, в Затишші. В центрі колишня церква, 1910 року, зправа колишня церковна школа 1911 року

В цей період в Затишші існували споруди залізниці, житло робітників, різні заклади (пошта, телеграф, лавка, корчма, різні склади та інше). Тодішня інфраструктура дозволяла організовувати, мешканцям волості, тут святкові заходи, на які було зручно діставатись гостям з Одеси.
Викладені бруківкою вулиці Торгова, Суворова, Центральна, старий залізничний переїзд, під'їзні шляхи до різних об'єктів та дорога до волосного центру Захарівки, з укриттям кількох вулиць й там. Утворилась окрема мережа твердої дороги, що з'єднувалась з іншими лише ґрунтовими шляхами.

### Українська Народна Республіка та Українська Держава
За Гетьманату та Директорії землі входили до регіону Подністров'я.

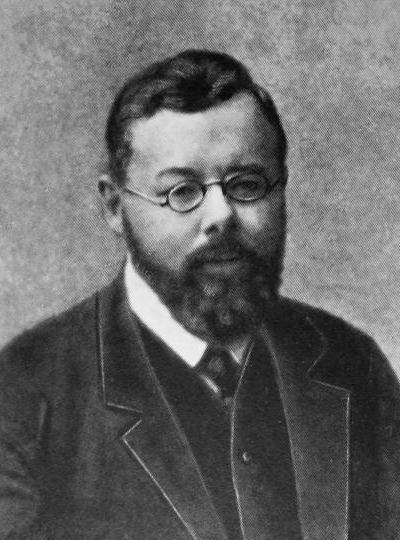
Михайло Іванович Туган-Барановський

#### За Першої Світової
З листопада 1917 у складі УНР.
З січні 1918 року у складі Одеської Радянської Республіки.
З травня 1918-го у складі Української Держави.
Після державного перевороту 29 квітня 1918 року — знову в складі УНР.
21 січня 1919 біля Затишшя помер від серцевого нападу Михайло Туган-Барановський, який очолював фінансову місію в делегації Директорії УНР, яка прямувала на Паризьку мирну конференцію. Похований в Одесі.
З лютого 1919-го знову під владою більшовиків.

### Українсько-білогвардійська війна
14 вересня 1919 року, вважається першим днем українсько-білогвардійської війни. В цей день на зайнятій військами Добровольчої армії, станції Затишшя, частини армії УНР, неочікувано напали на ескадрон білогвардійців, що дало можливість Денікінові віддати наказ про наступ проти українських військових.
До наступу «білих» з півдня і Армії УНР з півночі, місцевість була під контролем «червоних». Наступаючи в одеському напрямі, частини армії УНР, дійшли до станції Бірзула. У цьому районі розташувалась Волинська група (її основу складали 1-ша Північна дивізія і 4-а дивізія сірожупанників) Армії УНР. З чуток в районі Одеси очікувався Білий десант, і група повинна була стати заслоном проти добровольчих частин. На станцію Перехрестове (найближча північніше Затишшя) був висунутий 2-й Переяславський кінний полк під командуванням полковника Миколи Аркаса. Чисельність полку перевищувала 300 осіб, але озброєно з них було менше третини. У полку були три кулемети, причому один несправний. 3-й вільно — Драгунський Новоросійський полк, після взяття Одеси (спільно з офіцерськими організаціями, за підтримки Антанти), рушив на північ, і дійшов до станції Затишшя. Аркас, при особистій зустрічі з Ляшковим запевнив останнього, що він, і його бійці, маючи одну і ту ж мету, боротьби з більшовиками, є союзниками Доброармії). Ляшков повірив Аркасу — і на тому заспокоївся, повністю впевнений в тому, що стоїть пліч-о-пліч з союзниками.

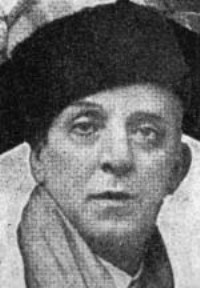
Микола Аркас

Перші контакти між представниками двох армій носили цілком мирний характер. Так тривало кілька днів, поки драгуни — несподіваного не були атаковані і роззброєні Армією УНР.
14 вересня 1919, сотник Кінного полку імені Максима Залізняка, Олексій Царенко, зі своїми 50-ма козаками атакували 3-й Драгунський Новоросійський полк, що перебував в ешелоні, біля станції Затишшя.
50 українських козаків полонили 326 добре озброєних білоармійців. Було також захоплено: 2 гармати,16 кулеметів, 380 коней, потяг з 29 вагонами. Командир новоросійців, ротмістр Ляшков, який був переконаний у миролюбності Аркаса і тому не вжив заходів охорони, застрелився.
Пізніше, вже в еміграції, полковник Аркас. докладно описав цей епізод. Він повідомив про те, що жителі Затишшя повідомили йому, що «білі» кудись збираються, а зв'язку зі станцією не було. Тоді Аркас відправив своїх кіннотників на рекогносцирування, але білі, помітивши їх, відкрили вогонь, після чого були атаковані і роззброєні.
Для проведення рекогносцирування український командир використав практично всіх озброєних людей в полку. Неясно, чи побоювався Аркас, що буде дійсно атакований, і повідомлення про збори у Затишші затвердило його в цій думці, або, скориставшись моментом, він вирішив захопити Білу батарею.
Але зіткнення було, і потім Аркасу довелось відкидати звинувачення, у розв'язанні війни між українським військом і білими. Вважалося, що розв'язання війни, було більш вигідним Білій армії.
15 грудня 1919 наказом по армії УНР, Микола Аркас був оголошений зрадником. Значна частина полку незабаром повернулася до армії УНР.
Примітка: Альтернативні думки.

1.) Гетьман Павло Скоропадський, був особисто знайомий з Аркасом, так як, він був його особистим охоронцем (у листопаді 1918 року, заарештований Гетьманськими спецслужбами, за участь в підготовці повстання, проти нього). У своїх мемуарах про цей випадок гетьман пише таке:
«Микола Аркас розділив свій полк надвоє — по 45 бійців — і направив їх на фланги драгунів А сам із десятком штабних старшин захопив ворожу батарею Після цього запропонував денікінцям скласти зброю, тому що інакше введе в бій „другий полк“. Той, якого в нього насправді не було. Денікінці зброю склали, босі махновці вискочили з укриття і озброїлися. Тільки тоді драгунам стало ясно, як ганебно вони програли бій. Їх командир застрелився. Аркас наказав поховати його з усіма почестями. Станція, де це сталося, звалась Затишшя».
2.) На одну з думок, українські кавалеристи, вночі оточили і потім спокійно роззброїли захоплених зненацька, заспаних драгунів (імовірно, за спогадами офіцерів Зведено-Драгунського полку).

#### Стан в країні
На територіях контрольованих УНР, найбільшими містами були Вінниця та Житомир. Час був, й без того складним для країни. Разом з просуванням полку Миколи Аркаса, восени 1919-го, зміщувались фактичні південні кордони УНР. Країна не мала союзників. Всі навколо прагнули загарбати українську землю. Через вимушене союзництво з Центральними Державами наприкінці Першої світової війни, Україна була позбавлена міжнародної підтримки. Антанта допомагала її ворогам — Другій Речі Посполитій та Білому руху. Денікін та його оплічники публічно висловлювали невизнання навіть підґрунтя існуванню України та заперечували існування українців, як окремого етносу. Влада УНР не полишала надії на нейтралітет Білої армії, як на можливість збереження української державності, тому Миколу Аркаса й оголосили зрадником.

### Збройні Сили Півдня Росії
Потому, як в більшість України, під контролем Денікінського Білого Півдня.

### 1920—1941
В цей період засновані села Андрусова, Анчиполівка, Весела Балка, Володимирівка, Михайлівка, Трудовка та хутори Весела Балка і Шевченко.

#### Воєнний комунізм
Після розгрому Білої армії, територія увійшла до складу Радянської України.

#### НЕП
В 1920-х роках почалась активна розбудова Затишшя, відкрито нову школу, споруджено новий ставок.
В 1923 році, в Затишші, створено партійний осередок та комсомольську організацію. Відкрито сільську раду.
В 1926 році, в Затишші, споруджено елеватор на 100 000 пудів.

#### 1930-ті

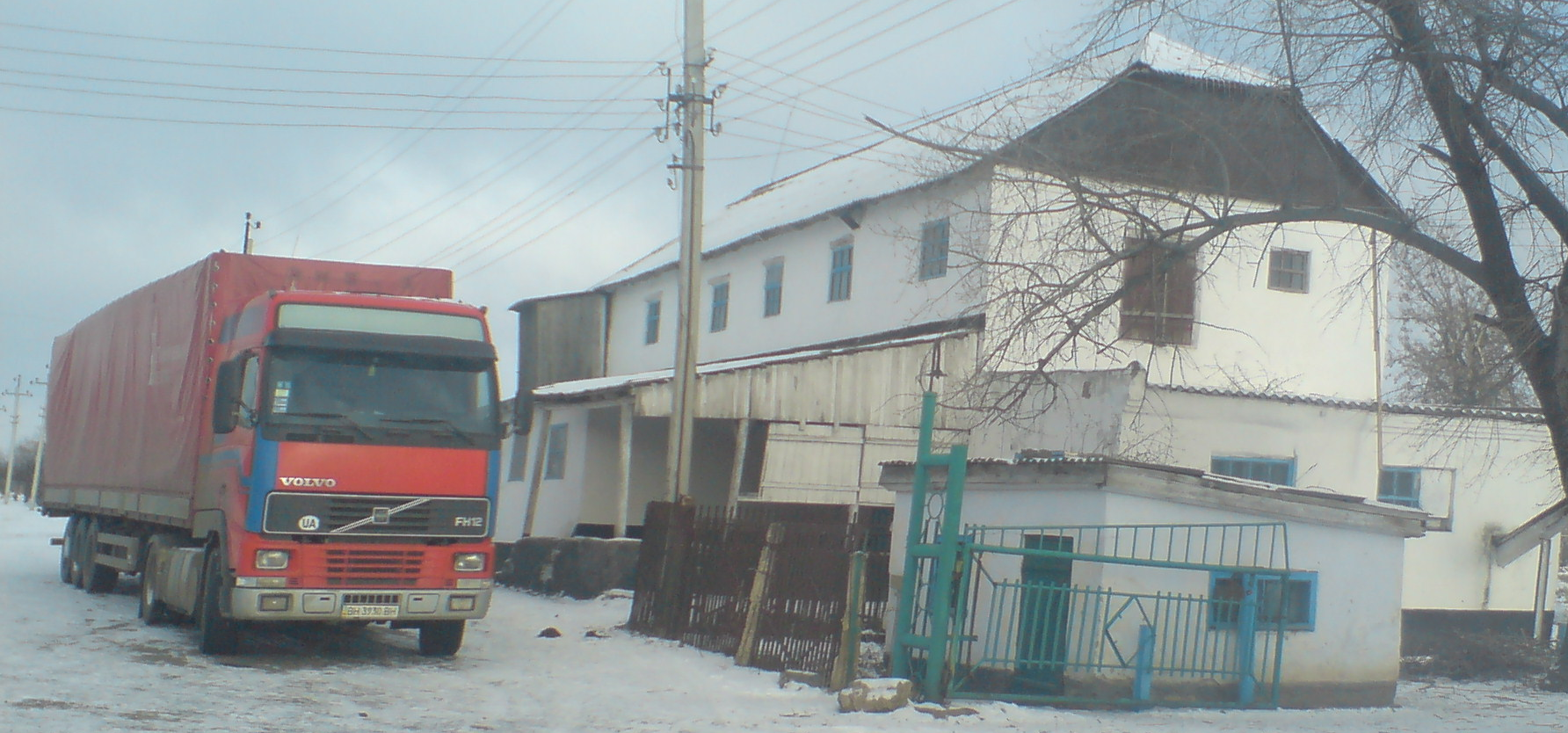
Млин 1930-х років в Затишші

1930-го організовано Затишанську машино-тракторну станцію. Її першим директором був М. І. Шарапов.
Громада відносно не постраждала від голодомору 1932—1933 років.
В квітні 1938 року станцію Затишшя було використано (48 вагонів) для виселення 141 родини (463 людини) репресованих з Фрунзівського району у Казахську РСР.
У 1939 році трактористи Затишанської МТС брали участь у Всесоюзній сільськогосподарській виставці.

#### Стан місцевості наприкінці 1930-х років
Станом на кінець 1930-х, в Затишші було 17 вулиць і провулків, 121 двір. Діяли колгосп, МТС, машино-тракторна майстерня, елеватор, сільрада, райзаготконтора, лісорозплідник, сільпо, аптека, амбулаторія, середня школа.
На території громади було 35 населених пунктів. Найбільшим, за кількістю дворів, селом було Торосове — 262 двори, однак юридично, це були 4 окремих села. Найбільшими окремими селами були Краснопіль — 213 дворів, та Гедеримове Перше — 210. Далі Затишшя — 121, Малороша — 102, Антонівка — 95, Торосове — 94, Скинешори — 88, Перехрестове Друге — 68, Лаптєве — 54, хутір імені Петровського — 47, Іванівка — 39, Трудовка — 38, Перехрестове Перше — 35, Володимирівка — 27, хутір Павловський — 27, Нова Григорівка — 25, Анчиполівка — 24, Хороша — 24, Зелений Гай — 18, Погорілове — 18, Ігнатівка — 15, хутір Шевченко — 15, хутір Щастя — 15, хутір Андросово — 12, два хутори Весела Балка — по 12, хутір Загір'я — 12, хутір Онилове — 12,хутір Унтилівка — 12, Флеймара — 11, Солов'ївка — 10, Чабанка — 7, хутір Мусіївка — 4, хутір Маркевич — 3, Цокни — 3. Всі поселення, окрім Затишшя, Перехрестового та Загір'я, вже мали таку ж як зараз, або схожу до неї форму.
Загалом, в межах громади, було 1522 двори. Виходячи з тогочасних показників співвідношення двори-населення, можна зробити висновок, що кількість населення, на той час, була близькою до сучасної (2020 рік), але мала інший розподіл.
Сільради були в Гедеримовому Першому, Затишші, Краснополі, Перехрестовому Другому та Торосовому.

### Друга Світова війна

Братська могила в Затишші

#### Бойові дії 1941р.
Наприкінці липня 1941 німецько-румунські війська захопили плацдарм на лівому березі Дністра, на стику оборони Приморської та 9-ї армій, в районі Дубоссар, та почали вживати заходів щодо його розширення. 31 липня він досяг лінії Павлівка — Оленівка (47°22′35″ пн. ш. 29°31′41″ сх. д. / 47.37639° пн. ш. 29.52806° сх. д., зняте з обліку 07.07.1983 як Оленокарицьке).
1 серпня, за рахунок переваги в живій силі (до 3 піхотних дивізій) та застосування пікуючих бомбардувальників вони вийшли на лінію Павлівка — Затишшя — Давидівка — Оленівка. 30-а стрілецька дивізія 9-ї армії, відступила на значну відстань, та зайняла оборону на лінії Давидівка — Затишшя. Зазнавши величезних втрат у попередніх боях, до її складу входили власні 36-й та 71-й полки та перепорядкований їй 469-й полк 150-ї дивізії, загальною чисельністю близько 800 осіб (штатна чисельність стрілецької дивізії — близько 11 тисяч). Ще один її полк залишився на попередньому рубежі Григоріополь — Мале Колосове (зараз Красне), фронтом на північ, де тримав оборону з 95-ю стрілецькою дивізією Приморської армії. З точки зору 9-ї армії 30-а СД була її лівим флангом (правий фланг тримав оборону в районі Балти, де передові моторизовані підрозділи пішли в наступ на стику 9-ї і 18-ї армій). Сформувався довгий, в кілька разів менший завширшки, витягнутий на схід плацдарм, що простягався від Дністра до Затишшя. Увечері розвідчастини наступаючих перехопили контроль над залізницею біля Перехрестового та Копійкового.
2 серпня 30-а СД відступила на правому фланзі та зайняла рубіж Гедеримове Перше — західні околиці Затишшя — Андрусова. Важливою подією, на фронті загалом, в цей день стало оточення 6-ї та 12-ї армій біля Умані.
На 3 серпня було заплановано контрнаступ з метою ліквідації плацдарму. Окрім 30-ї СД зі сходу, плацдарм мали атакувати 95-а СД з півдня та найчисельніша 51-а Перекопська СД з півночі. Зустрічаючи запеклий супротив 30-а СД змогла пройти на ділянці Гедеримове Перше — Загір'я вперед на 2-3 кілометри, та отримала завдання провести нічну атаку та охватом з півночі заволодіти Гедеримовим Першим. Також підрозділам 9-ї армії вдалось перерізати в тилу шлях частинам, що прямували з Павлівки на Затишшя. 95-а СД, що мала сприяти нічній атаці 30-ї СД, вдень пішла в наступ з південної окраїни Шипки, сама зазнала потужного контрудару та відійшла на рубіж Новоолександрівка — Ташлик. 51-а Перекопська СД знищила дві роти супротивника та заволоділа Федорівкою, висотою 199.0 та Оленокарицьким, яким, разом з висотою, мала заволодіти у нічній атаці.
На кінець дня 4 серпня 30-а СД правим флангом охоплювала з півночі Гедеримове Перше, а лівим просунулась до Краснополя, Богданового Першого та розпочала бій за Захарівку. На північній ділянці плацдарму 51-а Перекопська СД, що мала завдання перейти в наступ та заволодіти Дубоссарами змінила бойовий порядок 2-го та 3-го дивізіонів в районі Дубового, а 1-й розвернула фронтом на південь в займаному районі. 648-й артилерійський полк, яким дивізію доукомплектували зранку завдав потужних ударів по скупченням супротивника біля сіл Нові Гояни, Новорозівка, Федорівка та в гаю, що в 7 км південно-західніше Дубового, а також по бойовим порядках німецьких військ, їх контратакуючим частинам, однак 50-а німецька піхотна дивізія, якій підійшли на допомогу частини 3-ї та 7-ї румунських дивізій, за підтримки кількох артилерійських дивізіонів, атакували і зайняли село Гулянка, а трохи пізніше Оленокарицьке та Тригради. В останньому вони влаштували ввечері на вулиці святкування, 648-й АП полк 51-ї СД випустив близько трьохсот снарядів по скупченню піхоти, контроль над населеним пунктом було повернуто.
Південна межа плацдарму проходила від Богданового Першого лінією через хутір Первомайський (47°09′02″ пн. ш. 29°45′52″ сх. д. / 47.15056° пн. ш. 29.76444° сх. д., зараз не існує), Шипку, Мале Колосове.
Також 4 серпня, до роти німців на мотоциклах захопили станцію Іванівка. Було вжито заходів до повернення контролю.
5 серпня 30-а СД займала рубіж Богданове Перше — Краснопіль — східні околиці Захарівки — Гедеримове Перше. 95-а СД займала рубіж Шипка — Григоріополь, однак стрімко змінювалась ситуація на північніших ділянках фронту: румунська піхотна дивізія, за підтримки танкового батальйону продовжила наступ на схід від Подільська на станції Заплази та Любашівка, піхотний полк німців глибоко вклинився в оборону 48-го стрілецького корпусу між Пасицелами та Байталами, досягши Точилового. 48-й СК відійшов на рубіж Новогеоргіївка — Ананьїв — Мардарівка. 51-а СД мала перейти на новий рубіж Мардарівка — Перехрестове. Полегшити її відхід мав запланований на наступний день самозгубний наступ 30-ї СД в напрямку Василівки, якого не сталося. Супротивник посилив своє угрупування, що протистояло 30-й СД та складалось з частин 3-ї та 7-ї румунських дивізій, перекинутими з Могилів-Подільського напрямку частинами 15-ї румунської дивізії та німецькими підрозділами мотопіхоти. Додатково дві румунські дивізії будо перекинуто з півдня до Дубоссар.
В 16:20, 5 серпня, командуючий Південним фронтом І. В. Тюленєв віддав директиву № 0049, згідно з якою війська Південного фронту мали відійти на тиловий оборонний рубіж Чигирин — Знам'янка — Федорівка (?) — Братське — Вознесенськ — Березівка — Благоєве — Біляївка. Вийти на нього армії Південного фронту мали до 12 серпня.
7 серпня на рубежі Гедеримове — Захарівка — Краснопіль — Богданове Перше супротивник тимчасово перейшов до оборони.
В ніч з 7 на 8 серпня, під прикриттям сильного ар' єргарду, 48-й СК почав відхід на рубіж Братське — Березівка, а Приморська армія на рубіж Березівка — Роздільна — Кучурганський лиман. 30 сд відступила у напрямку Березівки, де частина її перейшла до Приморської армії. Незабаром фаштсти вийшли до моря між Одесою та Миколаєвом, тож частина 30-ї сд залишилась в оточенні в обороні Одеси, а частина продовжила відступати на схід.

#### Румунська окупація
Відтоді, до 4 квітня 1944-го, під окупацією Румунським королівством.
Навчання в школах намагалось проводитись румунською мовою.
Всі підприємства продовжували функціонувати, як за радянської влади.
Територія адміністративно підпорядковувалась Губернаторству Трансністрія.

#### Підпілля, репресії
З перших днів окупації, вчитель Затишанської школи, Непомнящий організував учнів для боротьби з окупантами. Але не маючи досвіду підпільної роботи, всі вони швидко потрапили до рук жандармів та були розстріляні.
В 1942 році на Центральній площі Затишшя окупанти розстріляли ще сімнадцять 16-річних юнаків і дівчат, членів підпільної комсомольської організації.
Досить успішною була діяльність групи Г. Г. Донського, що поширювала листівки про стан на фронтах та займалась диверсійною діяльністю.

#### Наступ радянських військ
У ході наступу Червоної Армії, що за різною класифікацією відноситься на цій ділянці до Одеської чи Умансько-Ботошанської наступальних операцій, територією громади, у напрямку з північного-сходу на південний-захід, пройшли, не зустрічаючи значного супротиву, 5-та та 7-ма гвардійські армії.
5-та гвардійська армія пройшла територією громади всіма 6-ма дивізіями обох корпусів. 33-ім гвардійським стрілецьким корпусом — територією Перехрестівського старостинського округу: 14-ю гвардійською стрілецькою дивізією — через Перехрестове Перше, 214-ю стрілецькою дивізією — через Перехрестове, 9-ою гвардійською повітряно-десантною дивізією через Петрівку. 32-им гвардійським стрілецьким корпусом — територією Затишанської селищної ради: 97-ю гвардійською стрілецькою дивізією через Гедеримове Перше (на Захарівку), 95-ю гвардійською стрілецькою дивізією через Скинешори, Затишшя, Загір'я, Краснопіль. 13-та гвардійська стрілецька дивізія на час зайняла позицію другого ешелону в районі сучасної платформи Перемога (Володимирівка (Чогодарівської громади), Нова Григорівка, Погорілове).
Частини 7-ої гвардійської армії пройшли територією Торосівського старостинського округу.
За виключенням невеликих ділянок громади (на південь від балки Хороша(крайній південь громади) та на захід від Краснополя), а також території згодом пройденої 13-ою ГСД, громаду вони пройшли 3 квітня, решту — в ніч з 3 на 4 квітня. В ту ж ніч 97-ма ГСД подолала Захарівку.
Ар'єргардний супротив було зустрінуто на лінії Краснопіль — Флеймара та на крайньому півдні громади.
3 4 по 6 квітня в районі Затишшя (західніше) скупчувалися сили 7-ї гвардійської армії для передислокації тилами у північно-східну Румунію, через що Затишшя позначене на багатьох загальних мапах Одеської, Умансько-Ботошанської та всієї Дніпровсько-Карпатської операції хоча ніяких бойових дій у 1944 році в ньому та за нього не було.
Біля Торосового було організовано військовий аеродром.
В Андрусові розташоване поховання збитої радянської льотчиці.

#### Наслідки
Окупанти вбили чи вивезли до концтаборів євреїв, що населяли села Флеймара, Цокни (Цавин Хутір) та складали значну частину населення Краснополя.
Багато місцевих було призвано до Радянської Армії. Чимало з них загинуло на фронті.
Німецьке населення покинуло Торосове, разом з відступаючими німецькими військами.
В ході бойових дій повністю знищене село Ігнатівка, де було 15 будинків. Пізніше на цьому місці висаджено ліс. В землі залишилась велика кількість невикористаних боєприпасів. Місцевість відома, серед місцевих, як «Баярівка», та довгий час була місцем розкопок шукачів пригод.

### З 1945 року

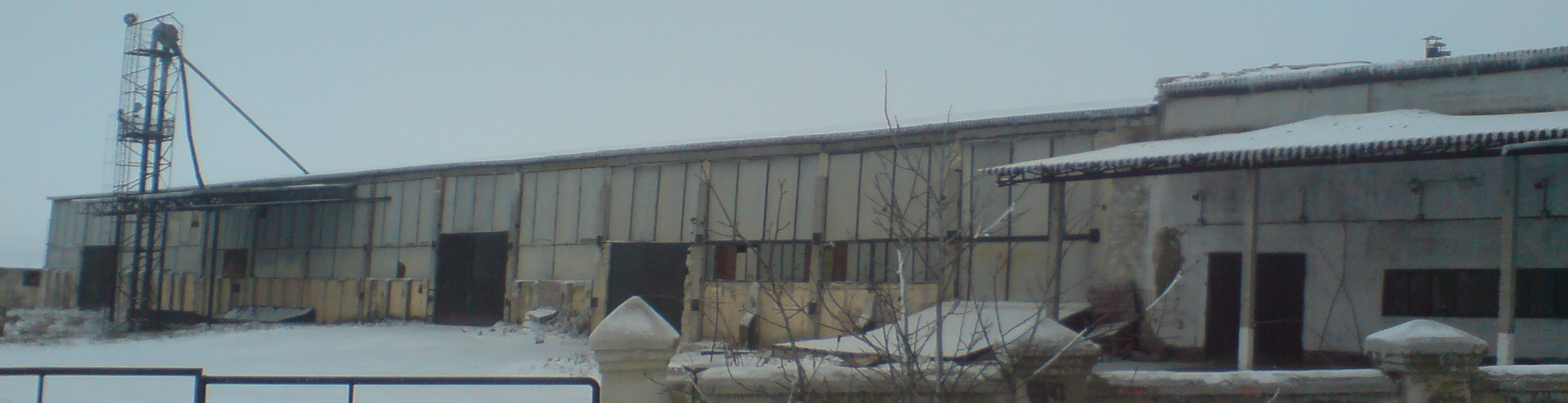
Міжрайбаза

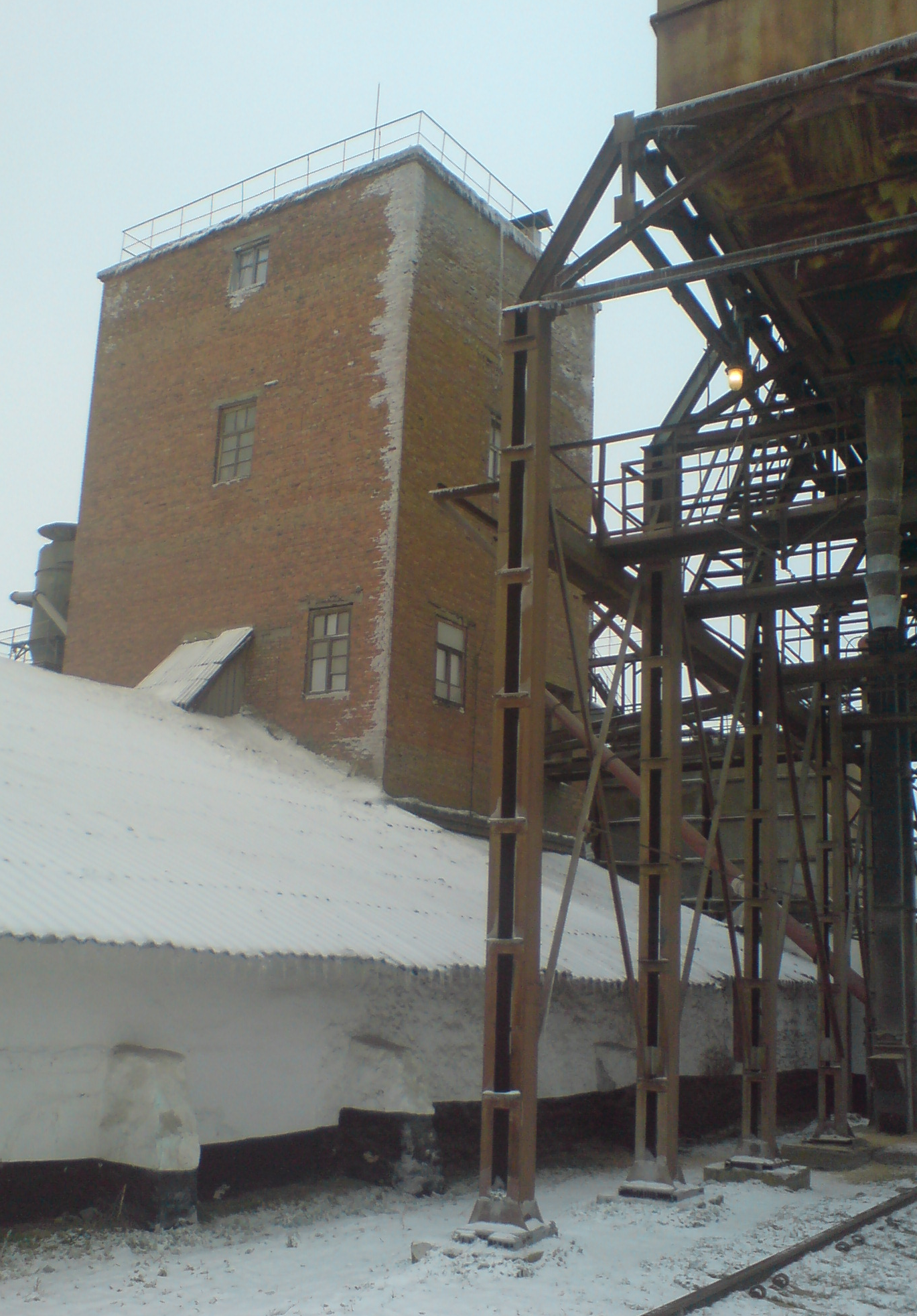
На старому Затишанському елеваторі

Не дуже масовим, але значним є переселення людей з Західноукраїнських земель, після війни.
1963 року, Торосове об'єднано з селами Антонівка, Михайлівка та Трудовка. З ліквідацією Цебриківського району сільрада увійшла до складу Захарівського (Фрунзівського) району.

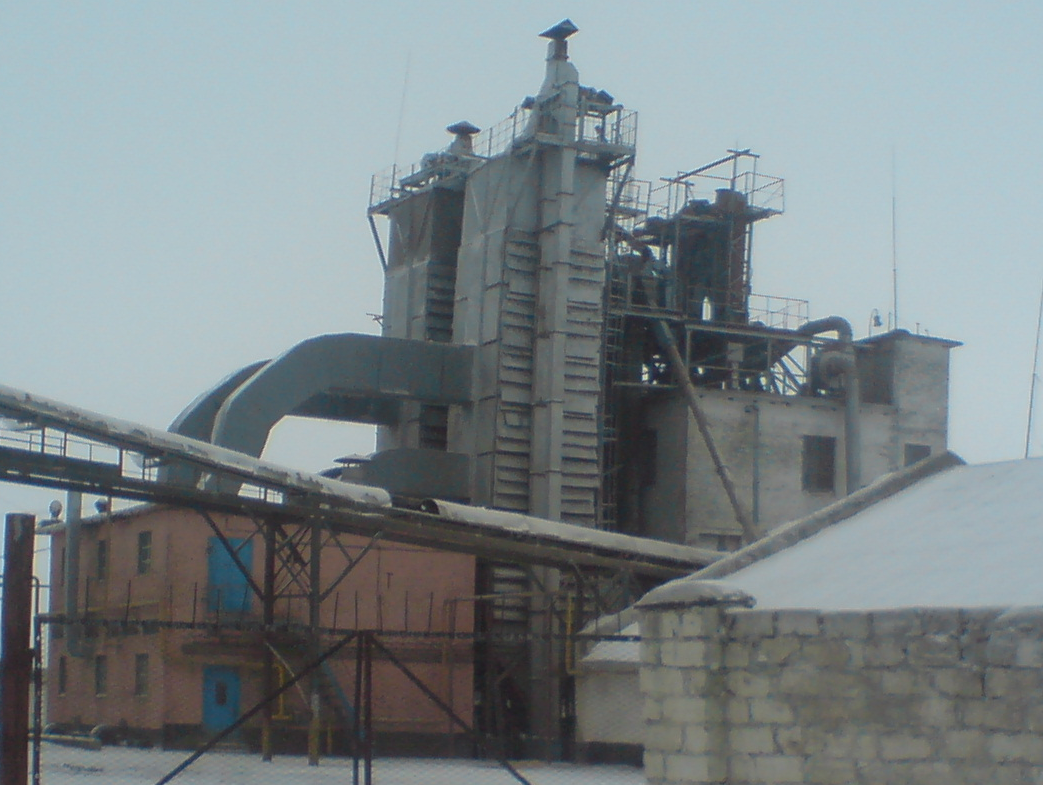
Елеваторна сушарня

З 15.06.1964 року — селище міського типу. На той час, в Україні, було ще купа райцентрів-сіл (на Одещині — Комінтернівське, Миколаївка, Овідіополь та Ширяєве). Затишшя — останній населений пункт на Одещині, що отримав статус смт та взагалі підвищення в статусі за влади М. С. Хрущова. Роком раніше Захарівка також отримала статус смт, та в наслідок адміністративних експериментів 1963 року стала центром одного з 8-ми збільшених районів області. У 1965 році реформу скасовано, районів знову стало багато, але трохи менше ніж було до цього.

### Незалежна Україна

#### 1990-і

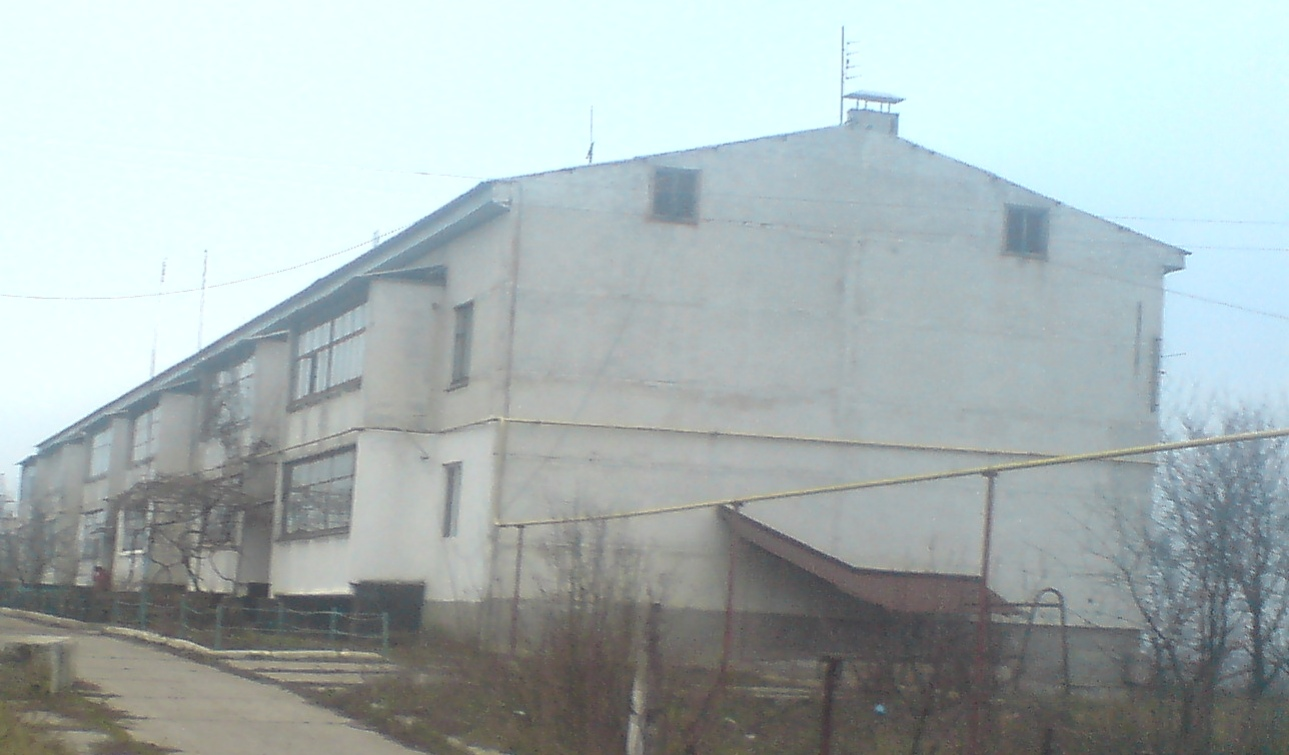
Багатоквартирний будинок збудований 1992 року

Перший масштабний проект реалізований за Незалежної України — електрифікація залізниці у 1992 році. Попутньо було збудовано електричну підстанцію та будинок на 32 квартири для її працівників.

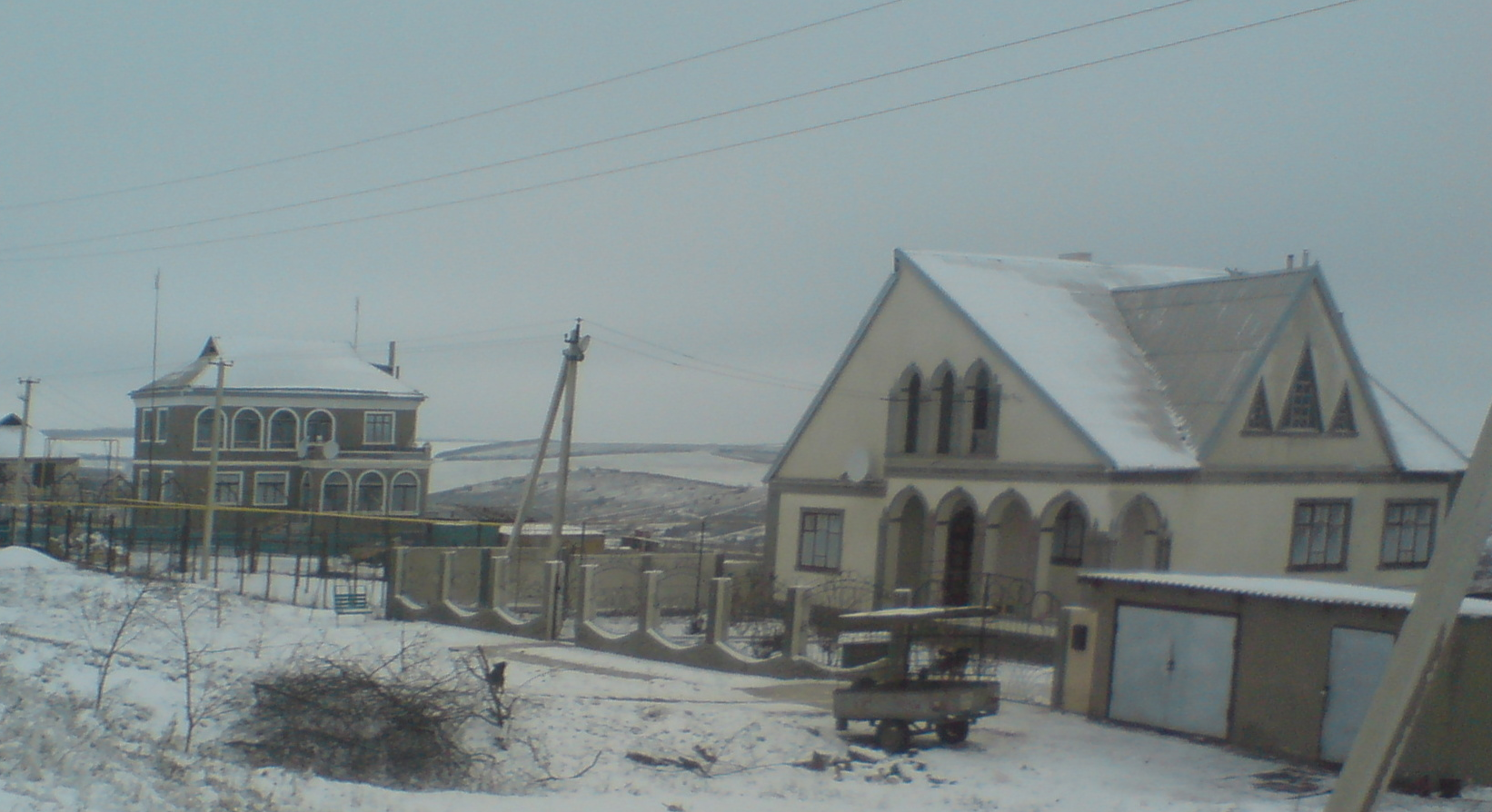
Будинки 1990-х років побудови, на вулиці Перекопська в Затишші

1994 року станція Затишшя використовувалась для виводу військової техніки з ПМР до Росії, після завершення там гарячої стадії конфлікту.
Збудовано чимало сучасних приватних будинків в Затишші, Торосовому та одного у Гедермовому Першому.
Закрито та демонтовано кілька радянських підприємств.

#### 2000-і
Наприкінці листопада 2000 року, територія була охоплена аномальною ожеледдю, що залишила громаду без централізованого електропостачання, майже на пів року. В Затишші, більшості домогосподарств, його поновили в квітні 2001 року. В Торосовому — на початку травня. Електромонтажні роботи в Затишші проведено бригадами електриків з Луганська. Рух залізницею певний час забезпечувався дизельними локомотивами. Непримітна особливість громади — практично повна відсутність опор та стовпів радянського періоду, напругою 10кВ та нижче. Рекордну ожеледь зафіксовано метеостанцією. Діаметр — 207 мм.
2001-го поблизу громади проходило будівництво нафтопроводу Одеса-Броди. В Затишші розташовувалось одне з його будівельних управлінь — БУ-9 «Полтаванафтобуд».
2003-го в Затишші з'явилась перша вежа мобільного зв'язку (UMC).
2004-го — газифіковано Затишшя.
2006-го, в ході державної програми зі збереження малих сіл, збудовано дорогу Затишшя — Нова Григорівка.

#### 2010-і

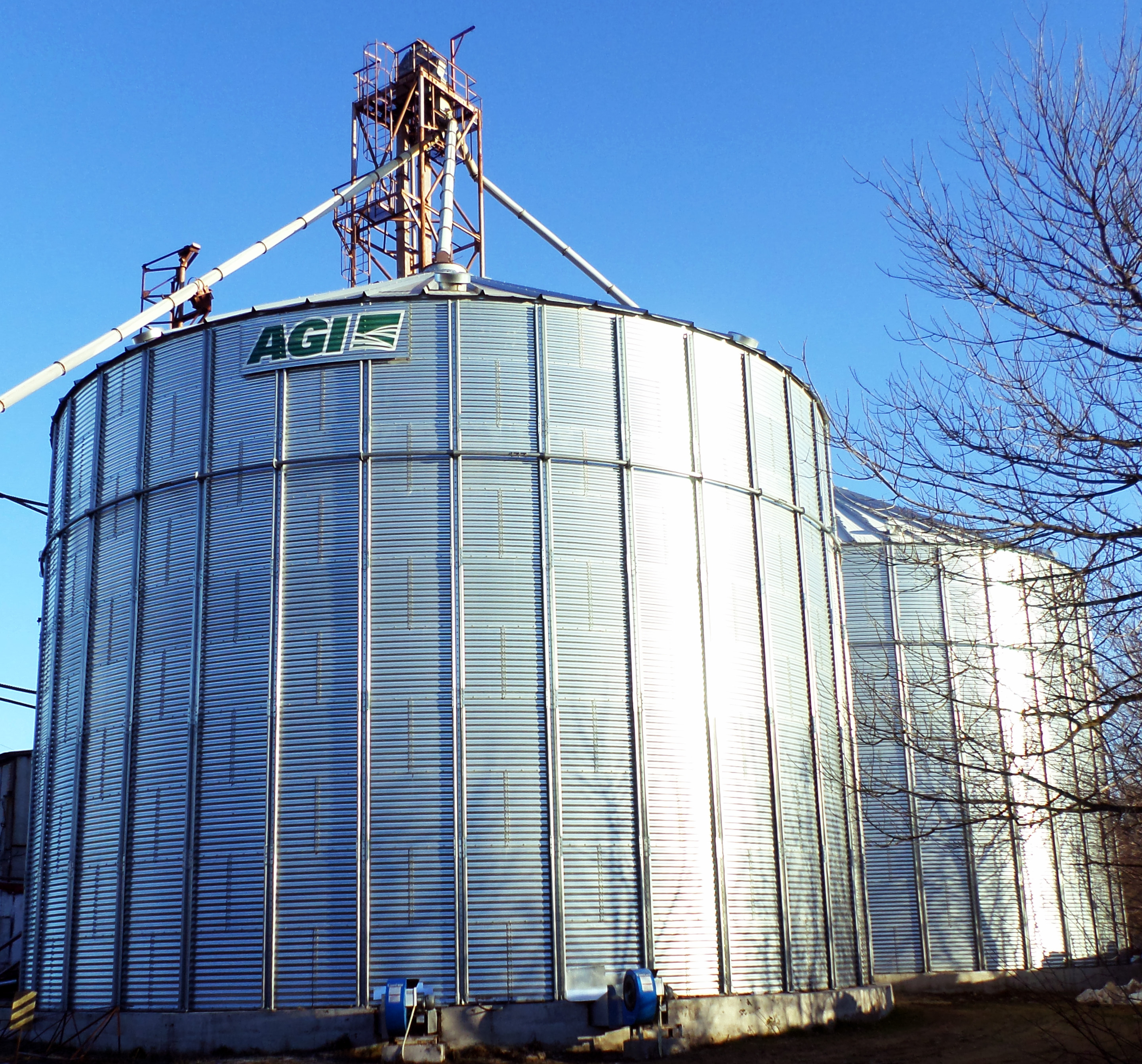
Елеватор на «Турецькому млині», Затишшя

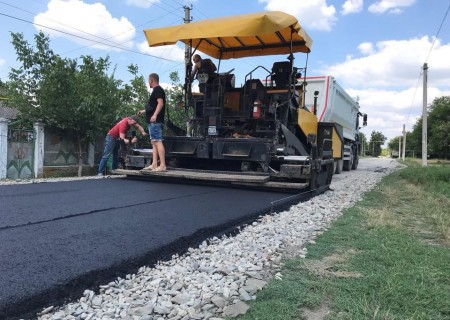
Ремонт вулиці Колгоспна в Затишші

З 2014 року переіменовано всі вулиці та провулки, що мали комуністичні назви.
17 березня 2016-го Торосовому повернули його історичну назву. В 1963—2016 рр. воно мало назву Леніне.
23 вересня 2016 р. утворено громаду. Децентралізації позитивно вплинула на стан справ на території.
Влітку 2019-го мешканцями Малігонівської сільради Ширяївського району, на загальних зборах, було прийнято рішення про приєднання до Затишанської ОТГ, та станом на січень 2020 року приєднання так і не відбулось.

#### 2020-і

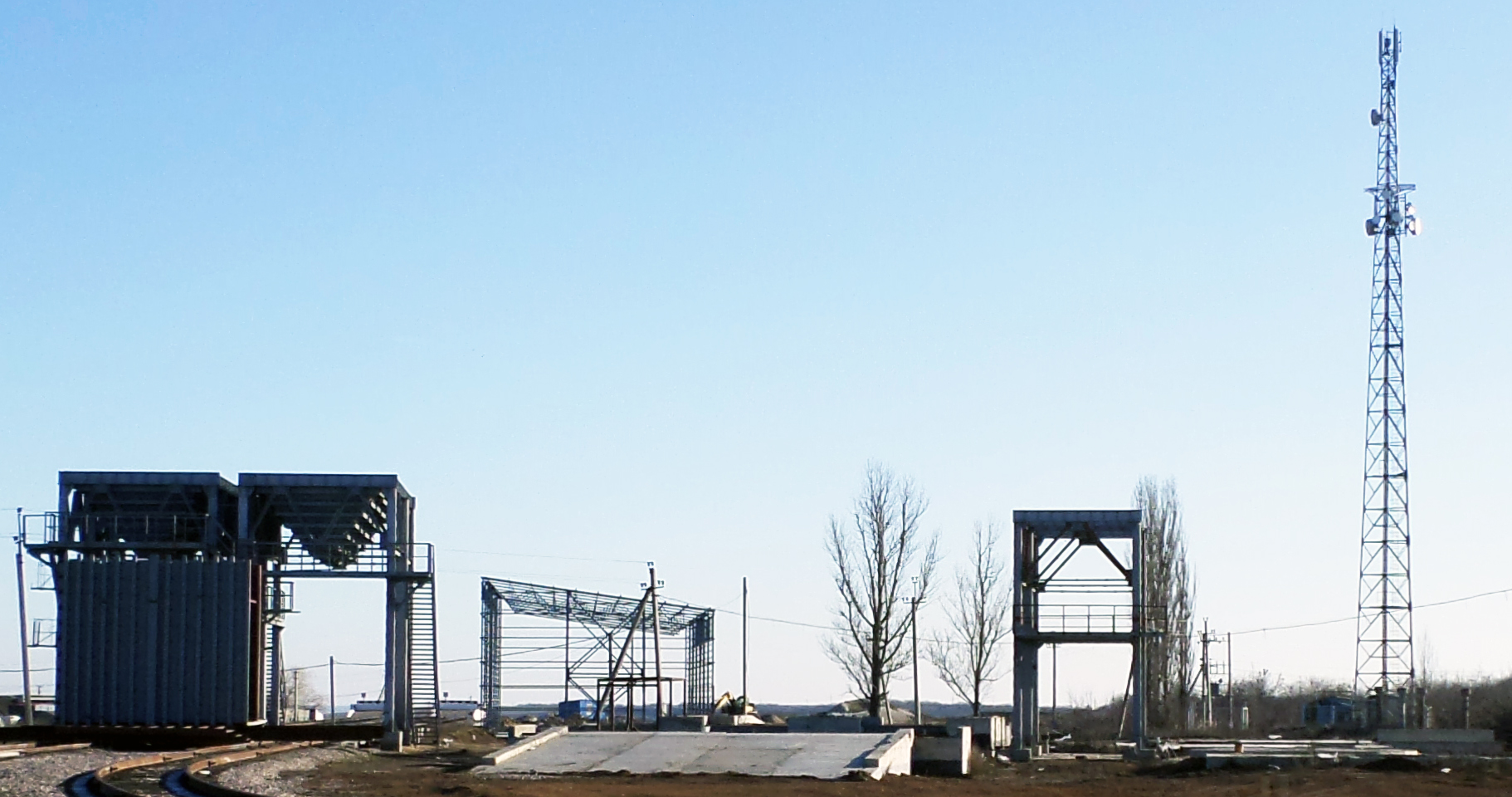
Будівництво нового елеватора, січень 2020 р.

Станом на початок 2020 року в Затишші продовжується будівництво нового елеватора, завершується облаштування фасадів школи.

## Мова

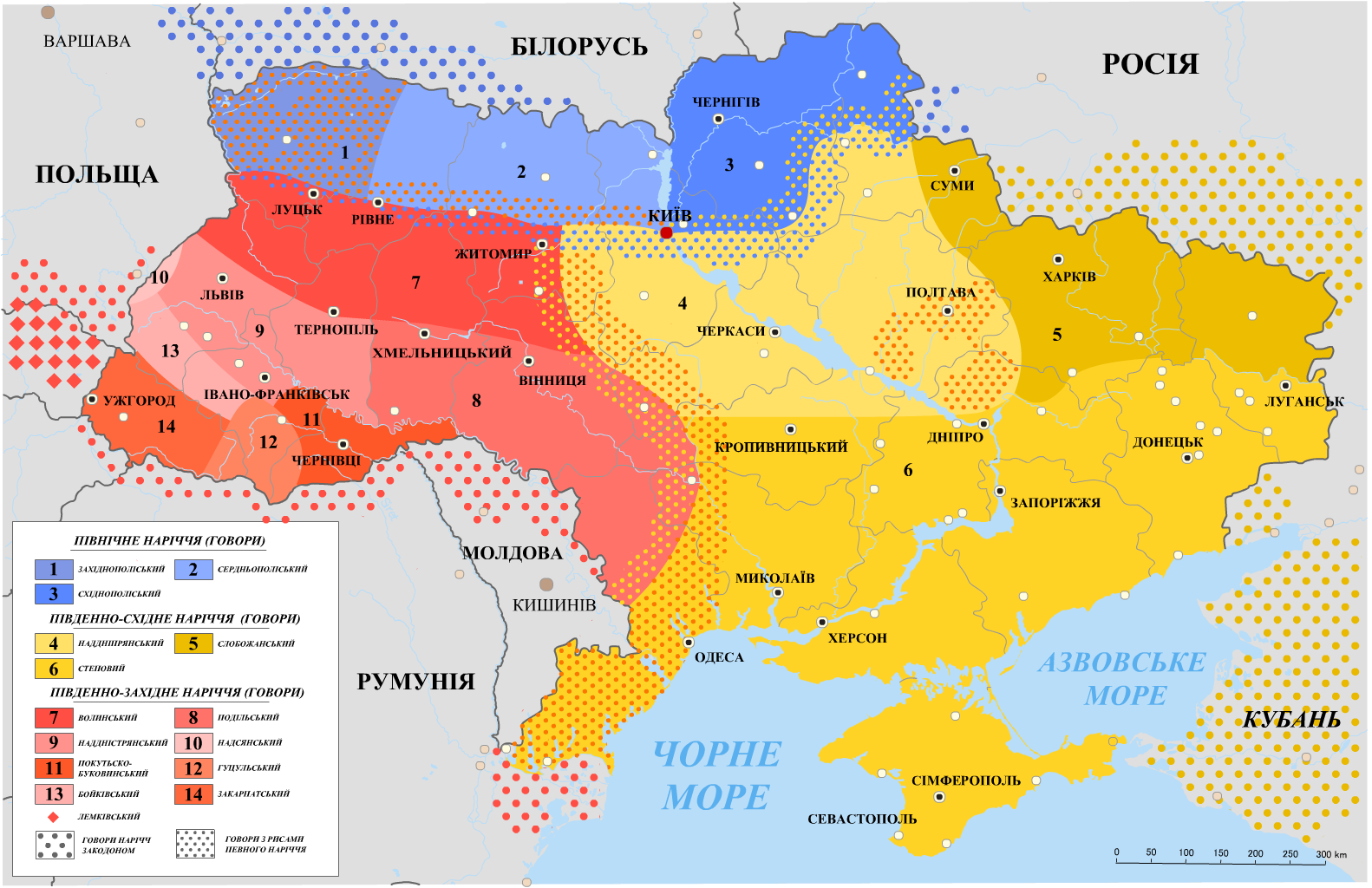
Карта українських нарічч і говорів (2005)

Місцевий діалект є перехідним між Степовим та Подільським діалектами української. Досить повільно асимілюється до літературної української мови. Містить близько 10-ти слів-ендеміків, серед яких назва Затишшя — «Затіша»; «шип» — совкова лопата, «кошик», «риночка»- різновиди ємностей для рідини; «сіни» — тип кімнати. Інші є загальновживаними лише в одному селі — Малорошевому чи Торосовому.
Навіть за радянських часів навчання в школах проводилось виключно українською. Іноземні мови, що входили в шкільну програму та є різною мірою вивчені значною частиною населення — англійська, німецька та російська.

## Цікаві факти

### Місцеві легенди

#### Каторга

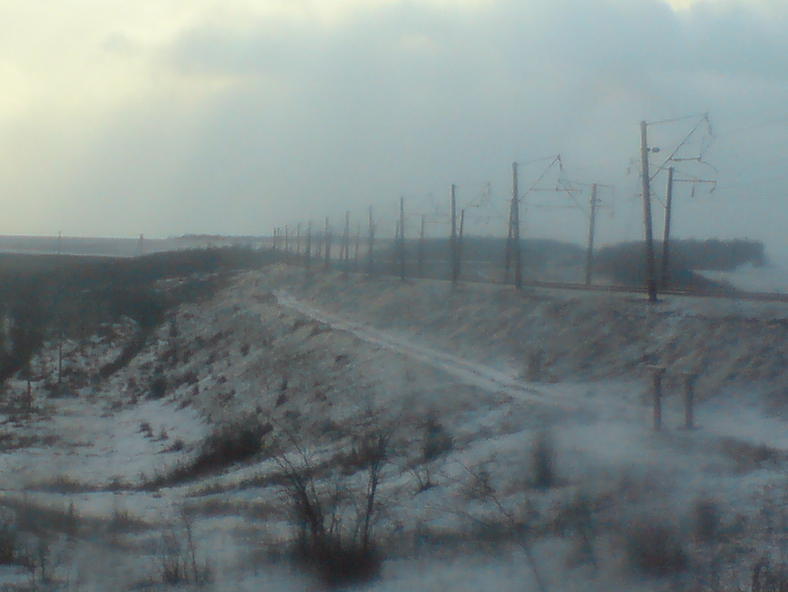
Насип біля Торосового

Історія будівництва залізниці, що значно більше схожа на правду, ніж задокументована версія. Згідно неї об'ємні земляні роботи в межах громади було виконано незліковною юрбою каторжників, яких зовсім не шкодували. Процесс супроводжувався надвисоким рівнем смертності серед робітників. В подальшому, залізниці в імперії саме так і будувались, та історичні відомості про Одесько-Балтську залізницю стверджують зовсім інше. Однак те на власні очі, бачили мешканці навколишніх сіл. За разом було додатково споруджено купу гребель в околицях, більшість з яких марні. Солдати-штрафники з Катеринослава, під керівництвом вільнонайманих грабарів, за 3 роки потому, тільки рівняли поверхню. Технічні вимоги дійсно були мінімальними, та без важкої кропіткої праці, рельєф півдня громади був зовсім непридатним для руху поїздів.

#### Петро та Іван
Псевдоісторична версія походження назв всіх залізничних станцій від Подільська до Роздільної, вигадана на початку XX сторіччя. Розповідає про двох мандрівників, що пішки йшли з Подільська на південь. Ті ніби чубились на Чубівці, мордувались у Мардарівці, перехрестились у Перехрестовому, затихли у Затишші, веселились на Веселому Куті, мигали у Мигаєвому та розділилися у Роздільній. Петру сподобалась Петрівка, а Івану — Іванівка.

#### Скинешорська відьма
Другої половини XIX сторіччя в Скинешорах померла жінка, що вважалась в селі відьмою. Люди були категорично проти поховання її на сільському цвинтарі, тому це було зроблено за його межами. В різні часи «очевидці» стверджували, що бачили як та вночі літала на мітлі над цвинтарем, за повного місяця.

#### Турецькі скарби
Існує багато легенд про турецькі скарби, що затонули у Кучургані. Човен не витримав ваги золота. Річка не пересихала, існувало дрібне судноплавство. Схожі історії є й про річку Кодима та інші.

## Співпраця

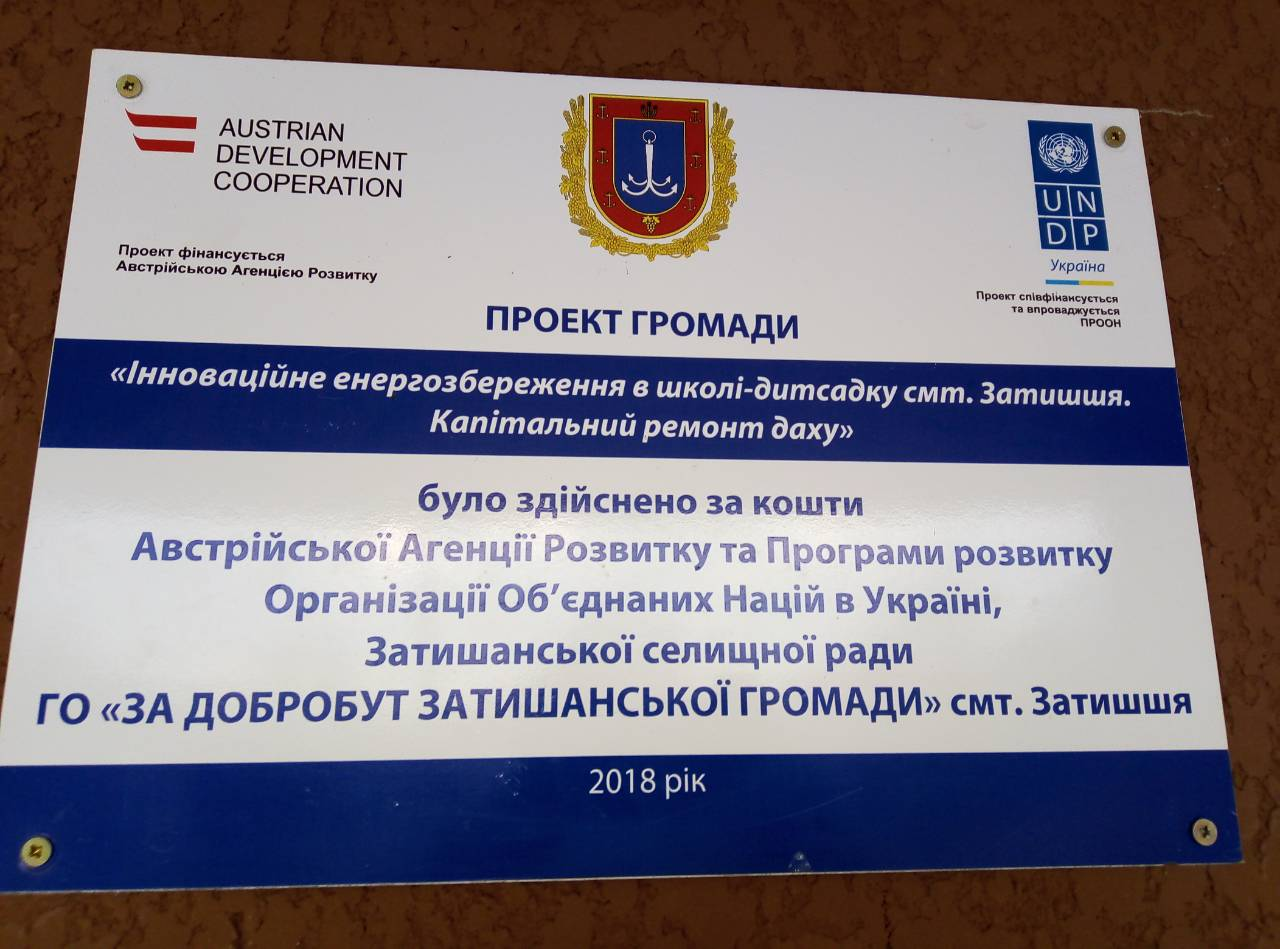
Інформтабличка на НВК, Затишшя

Австрійська Агенція Розвитку / ПРОООН «Сталий розвиток сільських територій Чернівецької та Одеської областей»

## Персоналії
- Базилевський Павло Михайлович — підполковник Армії УНР (в еміграції — генерал-хорунжий). Народився в Затишші.
- Георг Лейббрандт — державний і політичний діяч Третього Рейху. Народився в Торосовому.
- Златьєв Сергій Анатолійович — сержант Збройних сил України, десантник. Учасник протидії анексії Криму та бойових дій на сході України. Загинув в обороні Донецького аеропорту, під час передислокації з нового в старий термінал, 28 вересня 2014 року. Народився в Торосовому.
- Слободянюк Леонід Зіновійович — старший майстер Миколаївського суднобудівного заводу імені Андре Марті. Депутат Верховної Ради УРСР 2-го скликання. Народився в Затишші.
- Туган-Барановський Михайло Іванович — видатний український економіст. Перший економіст-східноєвропеєць, наукові теорії якого визнали зарубіжні вчені різних шкіл і напрямків; один із найкращих знавців кон'юнктурних економічних циклів, автор численних праць про теорію вартості, розподілу суспільного доходу, історію господарського розвитку та кооперативних основ господарської діяльності. Доктор економіки (1899). Генеральний секретар фінансів УЦР (серпень-листопад 1917). Помер в Затишші. Похований в Одесі.
- Жмайлович Фелікс Миколайович (1878—1948) — професор-гістолог[8]. Народився в Затишші.